# 中曽根康弘
中曽根 康弘（旧字体：中曾根 康弘、なかそね やすひろ、1918年〈大正7年〉5月27日 - 2019年〈令和元年〉11月29日）は、日本の政治家。位階は従一位。勲等は大勲位菊花章頸飾。
衆議院議員連続20回当選（1947年 - 2003年）。科学技術庁長官（第7・25代）、運輸大臣（第38代）、防衛庁長官（第25代）、通商産業大臣（第32・33代）、行政管理庁長官（第45代）、内閣総理大臣（第71・72・73代）、自由民主党総務会長、自由民主党幹事長、自由民主党総裁（第11代）、公益財団法人「世界平和研究所」会長、拓殖大学第12代総長・理事長、名誉総長、東アジア共同体評議会会長、新憲法制定議員同盟会長を歴任した。

## 概説
群馬県高崎市出身。東京帝国大学法学部政治学科卒業後、内務省に入省する。海軍短期現役制度で戦時中に海軍主計士官に転じるも、敗戦後には内務省に再勤する。退官後、1947年の衆院選で衆議院議員に当選。
自由民主党では三角大福中の一角を占め、三角大福中の最後に第71・72・73代内閣総理大臣に就任。国鉄民営化を成し遂げるとともに、アメリカのロナルド・レーガン大統領とのロン・ヤス関係や不沈空母発言で貿易摩擦などにより悪化していた日米関係を改善させ、強固なものとした。若手議員のころは青年将校と呼ばれ、後に原子力関連法案の議員立法にも尽力した。首相公選制を唱え、憲法改正を悲願とした。自民党総裁選で不利な小派閥を率いる中で「政界の風見鶏」と呼ばれることもあったが、反鈴木善幸候補の乱立と田中角栄からの支援を以て総裁選で圧勝して総理大臣となった。
民主党・改進党時代には「青年将校」と呼ばれた議員の一人で反吉田の急先鋒だった。保守合同で自由民主党が結党された後には河野派に属す。1959年に岸信介内閣で科学技術庁長官として初入閣。1965年（昭和40年）に河野一郎が死去した後は中曽根派をつくり政権獲得を目ざすようになった。佐藤栄作政権下では運輸大臣や防衛庁長官、党総務会長などを歴任。1972年（昭和47年）の総裁選では田中角栄の支持に回り以後田中派との結び付きを強め、田中内閣では通商産業大臣を務めた。三木政権下では党幹事長を務めたが、1976年（昭和51年）にロッキード事件で党幹事長辞任。1977年（昭和52年）には福田赳夫政権下で党総務会長を務め、鈴木善幸内閣では行政管理庁長官に就任。反田中角栄―反大平正芳の反鈴木善幸内閣勢力が河本敏夫・安倍晋太郎・中川一郎と乱立する中で、当時の自民党の総裁公選規定で立候補に必要な国会議員50人の推薦が中曽根直系議員だけでは僅かに足りなかったものの、旧大平・旧田中派が後押しする鈴木善幸後継の中曽根の支持派の安定度は盤石で1982年（昭和57年）11月の総裁選を圧勝。それにより自民党総裁・第71代内閣総理大臣に就任。1987年（昭和62年）まで務めた。「戦後政治の総決算」を掲げて日本国有鉄道など3公社である国鉄、電電公社、専売公社を民営化、JR、NTT、JTが誕生した。また、日本航空の民営化も達成した事績が特に知られる。またアメリカのロナルド・レーガン大統領と「ロン・ヤス」関係と呼ばれる信頼関係を構築して日米安全保障体制の強化にも努めた。首相在職日数は1806日で、戦後5番目である。2003年には小泉純一郎首相（当時）が自民党の比例代表候補に73歳定年制を導入するため引退を要請した当初は「政治的テロだ」と反発したが、受け入れて引退。その後は持論の憲法改正などで積極的に意見を発信してきた。
2004年（平成16年）7月19日に鈴木善幸元首相が死去したことにより最年長の首相経験者となり、昭和時代の歴代総理大臣の中で最後の存命者となった。歴代総理大臣の中では死去時102歳48日の東久邇宮稔彦王に次ぐ長寿の首相経験者であり、現行憲法下で首相就任を果たした人物としては最高齢である。2018年（平成30年）5月27日には満100歳を迎え、「大正、昭和、平成の3つの時代を生き、明年には新たな元号も始まる。4代を生きることに誠に深い感慨を覚える」、憲法改正について、「与野党を問わず真に国民参加となる憲法の実現を目指し、真剣に取り組むことを期待している」と議論の加速を促すコメントを発表した。健康長寿の秘訣として「規則正しい生活」「森羅万象に関心を持つこと」と回答している。日本国の首相経験者としては東久邇宮稔彦王に続く2人目の100歳で、現行の日本国憲法下で首相就任を果たした人物としては初となった。
公称の身長は178cmであるとされ、日本の歴代内閣総理大臣としては大隈重信の180cmに次ぐ2番目の高身長である。
2019年（令和元年）11月29日に満101歳（享年102）で死去。昭和時代に総理大臣を務めた人物の中で、唯一令和時代まで生きた人物である。葬儀委員長は安倍晋三内閣総理大臣（当時）とし、主催者を内閣と自由民主党総裁とする合同葬儀として行う予定であったが、新型コロナウイルス流行の為に延期され、2020年（令和2年）10月17日に執り行われた。葬儀委員長は当時の総理大臣である菅義偉が務めた。

## 年譜
- 1918年（大正7年）5月27日 - 群馬県高崎市末広町に生まれる。
- 1935年（昭和10年） - 旧制高崎中学（現・群馬県立高崎高等学校）4年修了。
- 1938年（昭和13年） - 静岡高等学校（現・静岡大学）文科丙類卒業。
- 1941年（昭和16年） - 東京帝国大学法学部政治学科を卒業後、内務省に入るが、海軍短期現役制度により海軍主計中尉に任官[8]。呉鎮守府に配属され、第二設営隊の主計長に任命される。終戦時は海軍主計少佐。終戦後、内務省に復帰。
- 1946年（昭和21年） - 内務省を依願退職。
- 1947年（昭和22年） - 第23回衆議院議員総選挙で立候補、全国最年少（28歳）で初当選。自身の思想運動の拠点となる青雲塾を設立[9]。
- 1953年（昭和28年） - ハーバード大学の夏期セミナーに留学。大学院生だったキッシンジャーなどと人脈を築いた。
- 1954年（昭和29年）- 3月、当時、日本学術会議を飛び越して、日本で初めて超党派の政治家らと「原子力予算[10]」を国会に提出して成立させる。このころ、正力松太郎に近づき、正力派結成の参謀格として走り回る。正力と2人で政界における日本の原子力政策推進の両軸となる。
- 1955年（昭和30年） - 12月、原子力基本法案を議員立法で成立させる。
- 1959年（昭和34年） - 第2次岸内閣改造内閣の科学技術庁長官として入閣。原子力委員会の委員長に就任。
- 1966年（昭和41年） - 旧河野派が分裂し、中曽根派が結成される。
- 1967年（昭和42年） - 第2次佐藤内閣第1次改造内閣の運輸大臣に就任。 第12代拓殖大学総長に就任（以降、理事長、学長にも就任。1970年に多忙を理由に辞任[11]。1971年から名誉総長）。
- 1968年（昭和43年） - プロスポーツ団体の連合体である日本プロスポーツ会議創立に伴い初代会長に就任。
- 1970年（昭和45年） - 第3次佐藤内閣で防衛庁長官となる。
- 1971年（昭和46年） - 第3次佐藤内閣改造内閣で自民党総務会長に就任。
- 1972年（昭和47年） - 第1次田中角栄内閣の通商産業大臣に就任（科学技術庁長官兼務）。第2次田中角栄内閣では通産大臣専任となる。
- 1974年（昭和49年） - 三木内閣で幹事長に就任。
- 1977年（昭和52年） - 福田赳夫内閣改造内閣でまた総務会長となる。
- 1978年（昭和53年） - 自由民主党総裁選挙に初出馬する。
- 1979年（昭和54年） - 総選挙の敗北を受けた「四十日抗争」時には大平正芳首相に対して退陣を要求する。
- 1980年（昭和55年） - 鈴木善幸内閣の行政管理庁長官に就任。
- 1982年（昭和57年） - 第71代内閣総理大臣に就任。第1次中曽根内閣を発足。国鉄、電電公社、専売公社の民営化を行う。外務大臣に安倍晋太郎を起用。
- 1983年（昭和58年） - 第2次中曽根内閣発足。内閣官房長官に藤波孝生、文部大臣に森喜朗を任命。
- 1984年（昭和59年） - 第2次中曽根内閣第1次改造内閣発足。内閣官房副長官に山崎拓を抜擢した。
- 1985年（昭和60年） - プラザ合意により、低インフレでの金融引き締めと円高を容認。12月には内閣改造を行う（第2次中曽根内閣第2次改造内閣）。農林水産大臣に羽田孜を、自治大臣に小沢一郎を起用する。
- 1986年（昭和61年） - 衆参同日選で大勝。第3次中曽根内閣発足。大蔵大臣に宮澤喜一を、運輸大臣に橋本龍太郎を任命。
- 1987年（昭和62年） - 売上税法案を国会に提出。支持率が急降下し廃案。竹下登を後継総裁に指名して退陣。
- 1988年（昭和63年） - 世界平和研究所（現・中曽根世界平和研究所）を創設、所長。
- 1989年（平成元年） - 消費税が導入される。リクルート事件に関与して自民党から離党。
- 1990年（平成2年） - 派閥を渡辺美智雄に譲る。
- 1991年（平成3年） - 自民党に復党。
- 1996年（平成8年） - 自民党の比例北関東ブロックにおける終身一位を保証される。
- 1997年（平成9年） - 大勲位菊花大綬章を受章。
- 1999年（平成11年） - 江藤隆美・中尾栄一・与謝野馨・村上正邦・佐藤静雄らで構成する中曽根派と亀井静香率いる亀井グループが合併し「志帥会」を結成。中曽根は最高顧問に就任。
- 2001年（平成13年） - 森首相退陣後の総裁選に出馬した亀井静香に総裁選辞退を進言し、亀井はこれを受諾する。
- 2003年（平成15年） - 小泉純一郎首相から定年制導入のために引退を要請され、当初は反対するも最終的には政界から引退。
- 2018年（平成30年） - 首相経験者として2人目となる満100歳を迎えた（第一号は東久邇宮稔彦王）。
- 2019年（令和元年）11月29日 - 7時22分、老衰のため東京都内の病院で死去[12][13]。101歳没（享年102）。没後に同日付で従一位に追叙（進階）され、大勲位菊花章頸飾を追贈された[14][15]。
- 2020年（令和2年） - 塾長である中曽根の死去により青雲塾が解散[16]。

## 生涯

### 内務省入省まで

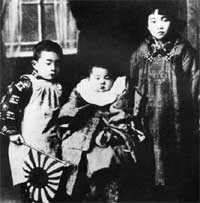
1919年、1歳の中曽根

群馬県高崎市に材木商・中曽根松五郎の二男として生まれた。生家は関東有数の材木問屋「古久松」である。敷地は3ヘクタールもあって、そこに住居と工場があり、働いている職人が中曽根の学生時代には150人、住み込みの女中が20人ぐらいは常時いたという。
高崎北尋常小学校、旧制高崎中学を経て旧制静岡高校文科丙類へ進学、陸上競技部に所属。
東京帝国大学法学部政治学科を卒業後、内務省に入省。東京府属となる。同期入省組に早川崇や小沢辰男、大村襄治らがいた。

### 海軍時代

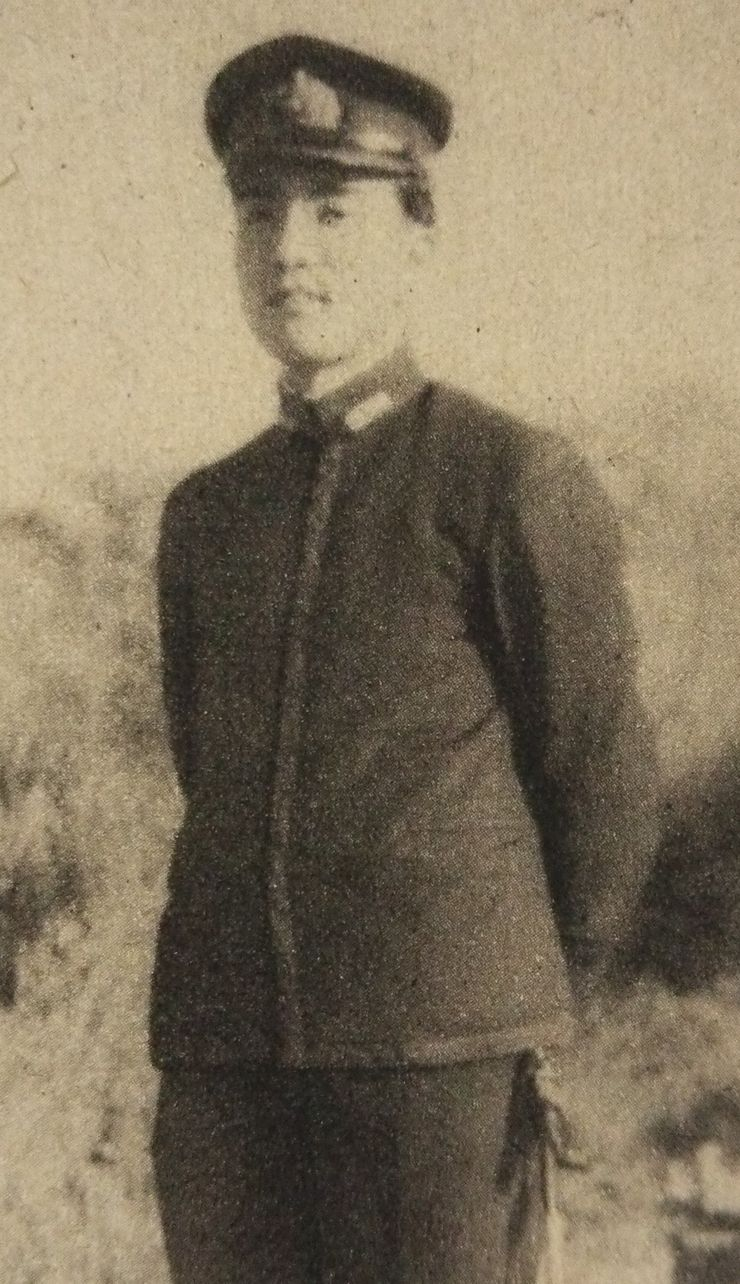
海軍時代の中曽根

短期現役制度（第六期二年現役主計科士官）に応募し、海軍経理学校にて初任教育を受け、1941年（昭和16年）4月18日附で海軍主計中尉に任官。同年8月11日附で青葉型重巡洋艦1番艦「青葉」（第一艦隊、第六戦隊所属）に配属される。高知県の土佐湾沖の太平洋で訓練を受けた。
同年11月20日、第二設営班班員に補職。11月26日に広島県呉市の呉鎮守府（司令長官豊田副武大将、参謀長中島寅彦少将）に到着。同鎮守府参謀長から第二設営隊の主計長に任命され、工員3000名と海軍陸戦隊の糧食・弾薬・資材、零戦・一式陸上攻撃機の武器・燃料を調達して輸送船団に積み込むよう命令される。11月29日に出港するまで、昼間は編成に明け暮れ、夜は積み込みの指揮で、ほとんど寝る暇もなかったという。
11月29日、二千人の工員とともに輸送船団は出発。中曽根は「台東丸」に乗船した。この船に乗船したのは刑余者（前科のある者）を含め様々な背景を持つ者たちであり、大学を出て海軍で短期訓練を受けただけだった中曽根は一計を案じて、荒くれ者の力を借りて統率することにした。中曽根は甲板に集めた八十余人の中から一番凄そうな親分肌の者を士官室に呼び出した。古田と名乗る前科八犯のその男に中曽根は「お前を男と見込んでの頼みだ。ひとつオレの子分になってくれないか。お前も天皇陛下に随分と迷惑をかけてきたんだろう。ここらでご恩返しをしようじゃないか」と申し出ると古田は了承した。中曽根と仁義を切って酒を呑み交わした古田は班長に抜擢された。
同年12月8日の太平洋戦争開戦以後、輸送船団はアメリカ領フィリピンのミンダナオ島のダバオに上陸する。上陸後、飛行場の設営がはじまるとアメリカ軍のボーイングB-17爆撃機の爆撃を受けた。
次にボルネオ島のバリクパパンに向かうのだが、途中のマカッサル海峡で14隻のうち、4隻が撃沈される。1月24日、バリクパパン沖で日本軍輸送船団約20隻が急襲上陸のために停泊したところ、オランダとイギリスの駆逐艦と思しき敵艦艇と潜水艦が殴り込みをかけてきた（バリクパパン沖海戦）。こちらには軽巡洋艦がついていたが、船団の中に取り込まれてしまって身動きが取れない状態だった。中曽根が乗船している前後左右の4隻は轟沈、さらに接近してきた敵駆逐艦から副砲や機関銃で攻撃され、輸送船も炎上する。中曽根が情況を確認すると、船倉は阿鼻叫喚の地獄絵図になっており、多数の重傷者を出していた。班長も脚部ほぼ切断の重傷であり、中曽根は軍医長に託したものの、班長は負傷者を励ましながら治療を優先させているうちに戦死した。27日、この戦いで戦死した23人の仲間達の遺体をバリクパパンの海岸で荼毘（火葬）に付した。中曽根はそのときの思いを俳句にして詠んでいる。
| 「 | 友を焼く 鉄板を担ぐ 夏の浜 夏の海 敬礼の列の 足に来ぬ | 」 |

当時の経験を振り返り、中曽根はこう語った。
中曽根は間近に部下の戦死を目の当たりにしたただ一人の戦後の総理大臣といわれる。
中曽根はその後も主計科士官として従軍。同年3月10日に台湾の馬公に転任し、海軍建築部附となり、11月に大尉へ昇進。1943年（昭和18年）8月18日附で中曽根は高雄海軍施設部部員（高雄警備府）に任命された。1944年（昭和19年）11月1日、中曽根は横須賀鎮守府附となる。終戦時の階級は海軍主計少佐であった。
なお、1945（昭和20）年2月11日、戦友の妹で早稲田大学教授小林儀一郎の娘蔦子と結婚している。その直後の２月25日に、同じく海軍士官であった弟の良介が航空事故のため死亡している。
首相就任後の1985年10月29日、衆議院予算委員会での東中光雄委員（日本共産党）からの靖国神社問題（後述）に絡めた質疑への応答において、中曽根は太平洋戦争について「これはやるべからざる戦争であり間違った戦争である」と述べ、中国に対しては侵略の事実もあったと認めている。

### 政治家への転身

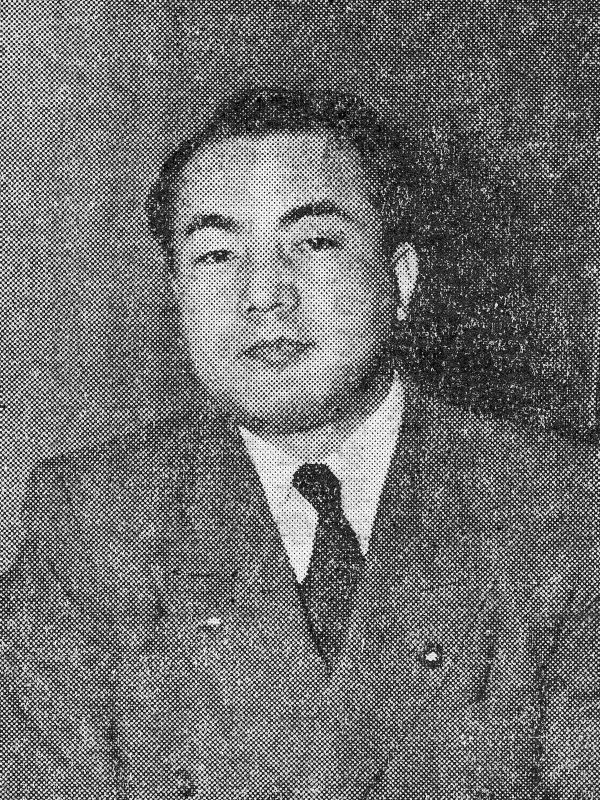
1955年ごろ

復員後、内務省に復帰し、官房調査部でアメリカ軍との折衝を担当。このとき、アメリカ軍将校との交流を通してアメリカ流の民主主義に触れる一方で、日本が占領されたことへの無念さや悔しさを抱えていたことも、後に政治家を志す原点となった。
内務省大臣官房事務官、香川県警務課長、警視庁警視・監察官を務める。その後退官し、1947年衆議院議員選挙に当選。以後1955年の保守合同までの所属政党は、民主党、国民民主党、改進党、日本民主党。この間、反吉田茂勢力として、自主憲法制定や再軍備を標榜し、長く野党議員として過ごしている。議場では吉田政権を激しく攻撃していたが、吉田個人のことは「日本のために堂々とやっていた。マッカーサーの司令部にいっても、あまり卑屈にならないでやった」と評価しており、むしろその背後にある占領政策への反発の発露であった。
1954年3月2日、一議員でありながら原子力研究開発のための予算を上程、これを通した（具体的には科学技術研究助成費のうち、原子力平和的利用研究費補助金が2億3500万円、ウラニウム資源調査費が1500万円、計2億5000万円。これが現在に至るまでの自民党の原子力是認につながっている）。1955年の保守合同に際しては、長らく行動を共にした北村徳太郎が旧鳩山派である河野一派に合流したことから、河野派に属した。第2次岸改造内閣において、渡邊恒雄を介して大野伴睦の支持を受け、科学技術庁長官として初入閣。党内で頭角を現し、河野派分裂後は中曽根派を形成し一派を率いた。
1956年には「憲法改正の歌」を発表するなど、改憲派として活発に行動し、マスコミからは「青年将校」と呼ばれた。同年11月27日の日ソ共同宣言を批准した衆議院本会議において、自由民主党を代表して同宣言賛成討論を行ったが、内容はソ連に対する厳しい批判だったり「涙を呑んで渋々賛成。」などと述べたため、社会党や共産党が抗議、その結果、約50分間の演説全文が衆議院議事録から削除される異例の出来事もあった。
初当選した選挙で白塗りの自転車に日の丸を立てて運動をしたことはよく知られているが、若いころから総理大臣を目指すことを公言し、憲法改正や首相公選論の主張など大胆な発言やパフォーマンスを好んだことや、同世代の日本人としては大柄な体躯や端正な風貌もあって、早くから存在感を示していた。なお、既に1965年には福井県の九頭竜ダム建設を巡る落札偽計事件（九頭竜川ダム汚職事件）に名前が挙がるなど、疑惑とも無縁でなかった。日本共産党の機関誌『しんぶん赤旗』は、行政管理庁長官時代の1980年に行われた総選挙においても、富士通や日本製作所から違法献金を受け取ったと報じた。

### 三角大福中
第2次佐藤内閣第1次改造内閣で運輸大臣、第3次佐藤内閣で防衛庁長官を歴任する。運輸大臣として入閣した際には、それまで佐藤栄作を「右翼片肺内閣」と批判していたのにもかかわらず入閣したため風見鶏と揶揄され、以後これが中曽根の代名詞になった。中曽根本人はこの変わり身について佐藤が沖縄返還を目指していたことからそれに協力することにした旨を説明している。
運輸大臣時代は成田空港問題にかかわり、1968年（昭和43年）4月6日に友納武人千葉県知事とともに新東京国際空港公団と条件賛成派の「用地売り渡しに関する覚書」取り交わしに立ち会っている。「札束を積めば農家なんてすぐ土地を売る」と反対派の訴えに耳を貸さない政治家が多い中、同年8月9日には自宅にアポなしで訪れた戸村一作ら反対同盟と面会している。また、これに先立って空港公団幹部によるアポなし訪問を受け、中曽根は買い取り単価を引き上げて畑1反あたり一律110万円にすることにその場で同意している。
防衛庁長官就任直後、「第一線級の隊員と話し合いたい」と語り、1970年（昭和45年）1月21日にはT-33練習機で千歳基地を訪問して、食堂で隊員らと食事をしている。
こうして要職を経験する中で、いわゆる「三角大福中」の一角として、ポスト佐藤の一人とみなされるようになっていった。佐藤後継を巡る1972年（昭和47年）の総裁選に際しては、野田武夫ら派内の中堅、ベテラン議員や福田支持派から出馬要請を受けるが、日中問題で福田の姿勢に不満を抱いていた派内の河野洋平を始めとする若手議員が田中角栄支持に傾いていたことなどから、自らの出馬を取り止め、田中支持に回った。このことは田中が福田に勝利するにあたり決定的な役割を果たしたが、田中の買収などと後に週刊誌で憶測を呼ぶことにもなった。このように少数派閥を率いるがゆえに自民党内の合従連衡に腐心しただけでなく、資金調達にも苦労し、殖産住宅事件で起訴された東郷民安が旧制静岡高の同級生である中曽根から自民党総裁選のための資金提供を頼まれ一部の自社株売買を行ったと主張したことから、1977年（昭和52年）に証人喚問を受けることとなる。
第1次田中角栄内閣の通商産業大臣兼科学技術庁長官となり、第2次内閣では科学技術庁長官の任を離れ通産大臣に専任となる。三木内閣時代、自由民主党幹事長となり、三木おろしの際には、三木以外の派閥領袖としては事実上唯一の主流派となった。
1976年（昭和51年）、ロッキード事件への関与を疑われ、側近の佐藤孝行が逮捕されたが、自らの身には司直の手は及ばなかった。同年の衆院選では事件との関係から落選すら囁かれたが、辛うじて最下位で当選した。福田政権で総務会長に就いたのちは福田に接近し、まとめ役とされる総務会長ながら、政権ナンバー2で福田の潜在的ライバルの大平幹事長の政策とは逆方向の発言を繰り返す。
1978年（昭和53年）2月ごろから「国民の協力を得て自衛隊の近代化、装備の充実を長期的な計画で進めなければならない」などとタカ派的主張を全面に出すようになる。3月の成田空港管制塔占拠事件に対しては「成田の過激派は迫撃砲を使ってでも退治せよ」と発言して総務会を過激派取り締まりの新規立法など強硬路線でまとめ上げ福田首相に直訴した。4月に武装中国漁船が大挙して尖閣諸島周辺領海に侵入して操業を行った事件では「自衛隊を出動させろ」と主張した。栗栖弘臣統幕議長が金丸信防衛庁長官に解任された際には、問題とされた来栖発言の主旨である有事法制必要論を肯定する発言をしている。
1978年自由民主党総裁選挙に「明治時代生まれのお年寄りがやるべき時代ではない」と世代交代を訴える形で名乗りをあげ、一時は予備選挙で大平を上回り2位につけるという世論調査が出るほどであったが、予備選挙の結果は大平が1位となり中曽根は3位となる。第1次大平内閣では幹事長ポストを要求するも、逆に蔵相を提示され拒否した。非主流派としていわゆる四十日抗争でも反大平連合に属したが、ハプニング解散の際には派内の強硬論に耳を貸さず、早くから本会議での造反に反対するなど、三木・福田とは温度差があった。そのため大平後継では本命の一人だったが、当時は田中角栄の信頼を勝ち得ておらず、総裁の座を逃した。
鈴木内閣では主流派となるとともに、行政管理庁長官として行政改革に精力を注ぎ、鈴木善幸首相の信頼を得る。中曽根自身は蔵相ポストを希望していたものの、派の後輩の渡辺美智雄にその座を奪われるという屈辱を味わう。しかし、財政再建の手段として行政改革にスポットライトが当たる中、行政管理庁長官として職務に励み、首相就任後分割民営化などの答申をすることになる土光敏夫の信頼も得ることになった。
鈴木内閣で当時は軽量ポストとされていた行政管理庁長官として入閣した中曽根に向ける世間や政治マスコミの視線も厳しかった。更に、中曽根が三角大福中の中で唯一総理大臣・自民党総裁になれず、鈴木善幸が総理大臣となったことで三角大福中でさえない鈴木にさえ遅れをとった、との見方が少なくなかった。特に鈴木が任期末期を迎えたころ、河本敏夫・安倍晋太郎・中川一郎が総裁選への出馬態勢を整える中で中曽根が、鈴木総裁が再選を望むなら反対しない、と表明したときは、これで中曽根の目は将来にわたって消えた、という見方が横行して酷評された。中曽根の地元の群馬県榛名町の商工会から定例行事である秋の講演の講師に呼ばれていた俵孝太郎は講演後の質疑応答で、今回の中曽根発言と世間の評判についてどう思うかと尋ねられた際に、「鈴木首相にとって臨調方式による行政改革は師匠である池田勇人が提唱したのに、彼の没後に放置されていた宿題であって、是非ともこれを再び軌道に乗せたいと思い、長期的視点で実力者の中曽根に任せた」「赤字国債の発行停止は、同志だった大平正芳が果たせなかった悲願の達成で、それがこの年末の予算編成で経済情勢の悪化で実現不可能とわかった時点で、鈴木は潔く身を引き、後継者に引き継ぐ覚悟である」「現に後継の総理総裁の座を狙って手を上げているものはすべて反鈴木、いいかえると反大平・反田中角栄のグループで鈴木の意志を継ぐ立場にない。彼らが同士討ちになれば、鈴木が後継者と考える存在が断然有利になるわけで、そうした点を考えれば、近く中曽根政権が実現することは確実と思われる」と明らかにしたことで、後から中曽根本人から同意見であると手紙で賛同を受けている。実際に当時の自民党の総裁公選規定で立候補に必要な国会議員50人の推薦が、中曽根直系議員だけでは僅かに足りなかった。しかし、後述のように俵の予想通りに反田中―反大平勢力が河本・安倍・中川と乱立する中で、旧大平・旧田中派が後押しする鈴木後継の中曽根支持派の結束は抜群で、一応自民党総裁選は公選の形になったものの圧勝に終わった。

### 内閣総理大臣

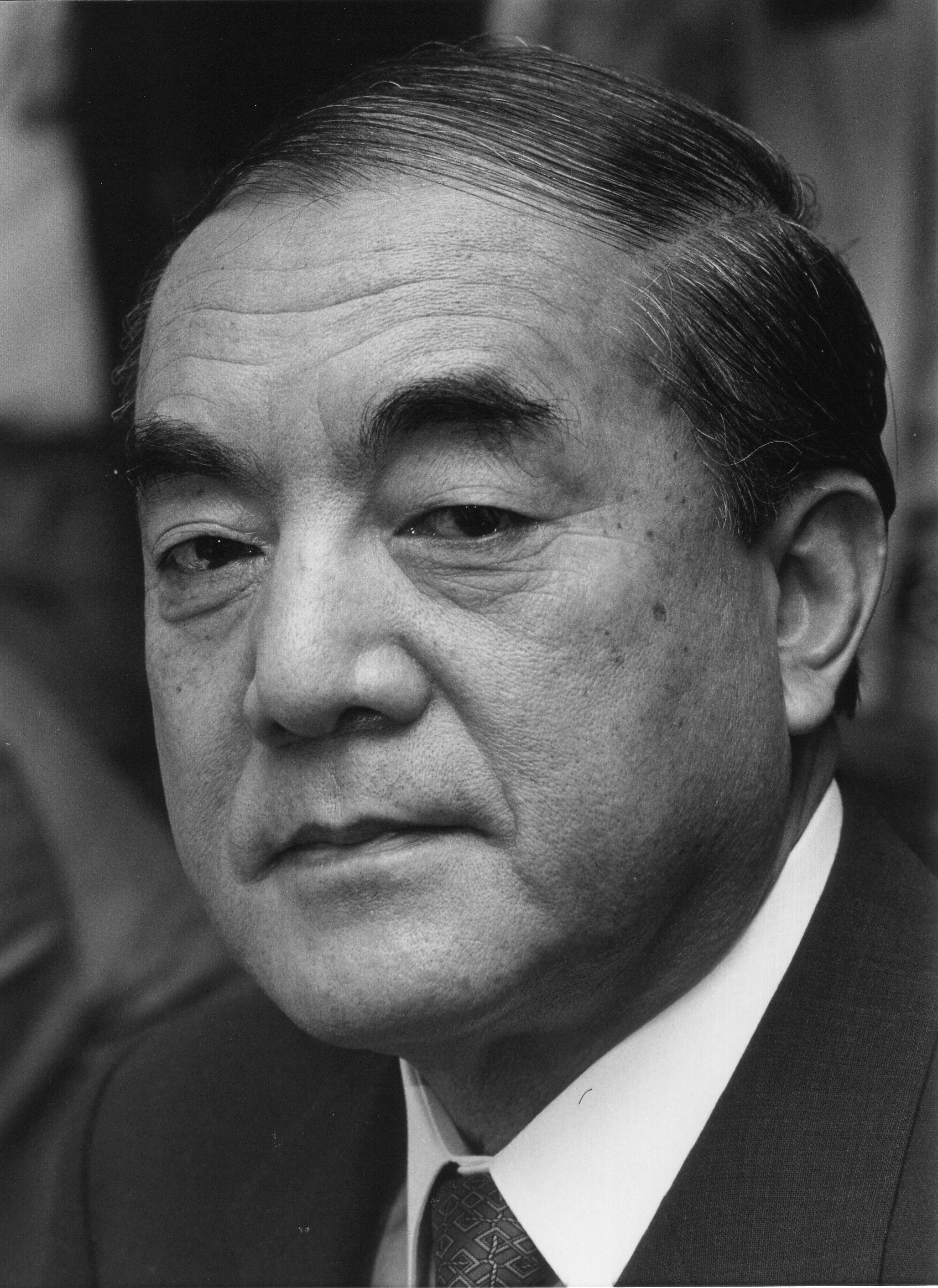
1985年、欧州訪問時

#### 総理大臣就任
1982年11月の自民党総裁選で、盟友の渡邉恒雄は中曽根擁立のため、田中角栄の秘書早坂茂三に引き合わせ働きかけた。早坂と、中曽根の秘書の小林克己は渡邉と同じ元日本共産党党員という繋がりがあった。「日本一の中曽根嫌い」を公言していた金丸信との和解もあり田中派の支持を得た中曽根は、党員による総裁予備選挙において圧倒的な得票を得て総裁の地位を獲得、1982年11月に鈴木善幸の後を受けて第71代内閣総理大臣に就任する。三角大福中では最後、のべ6度の閣僚経験と2度の党三役経験を経ての首相就任であった。行政改革の推進と「戦後政治の総決算」を掲げ1987年まで在任し、歴代第7位（戦後5位・昭和時代では3位）の長期政権となった。従来の官僚頼みの調整型政治を打破し私的諮問機関を多数設け、首相というより大統領型のトップダウンを標榜した政治姿勢は注目され、「大統領型首相」とも呼ばれた。
ただし政権発足初期は、総裁派閥から出すのが常識だと思われていた内閣官房長官に田中派の後藤田正晴を起用し、党幹事長に同じく二階堂進 を据え、その他田中派閣僚を7人も採用するなど、田中角栄の影響力の強さを批判され「田中曽根内閣」「角影内閣」さらには「直角内閣」などと揶揄された。1983年6月の参院選に当たっては3年前と同様の同日選も取り沙汰されたが、中曽根はそれを選択せず参院選のみが挙行され、68議席を得てまずまずの勝利を収めた。しかし10月に田中がロッキード事件の一審判決で実刑判決を受けた後の同年12月の総選挙（田中判決選挙）では自民党が過半数割れし、党内反主流派から批判が噴出したが決定打もなく、「いわゆる田中氏の政治的影響力を一切排除する」という総裁声明を出すことで危機を乗り切った。国会では新自由クラブとの連立・統一会派結成により第2次中曽根内閣を形成し、自分とは政治信条が合わない田川誠一を自治大臣兼国家公安委員会委員長として迎える苦渋を味わった。こうしてともかくも２つの国政選挙を乗り切ったが、党内の批判は翌1984年の総裁選に向けてくすぶり続け、鈴木善幸前首相や福田赳夫元首相、野党の公明党や民社党まで加わった「二階堂擁立構想」まで浮上したが実現せず、総裁再選を果たした。この過程で中曽根を牽制し続けた長老の影響力が落ちる事になった。更に1985年2月に田中が脳梗塞で倒れて政治生命を事実上失うと、官房長官として留まった後藤田の協力もあって、政権運営の主導権は中曽根の手に移った。中曽根は自民党単独政権の回復に執念を見せ、「死んだふり解散」とも呼ばれながら衆参同日選挙を強行した1986年7月の衆院選と参院選で自民党を圧勝させた。衆院選での公認候補300議席は当時単独政党では戦後最多であり、これに追加公認4人、さらに開票直後に解党した新自由クラブからの合流5人などが加わった。参院選での72人当選（追加公認2人）、非改選議員と合わせた所属議員数145人も自民党史上最多であった。中曽根は党規約改正による総裁任期1年延長という実利を得た上、「保守回帰」と呼ばれた1980年代後半の政治潮流の創設者として歴史に名前を残した。なお、この選挙期間中の街頭演説で、「大型間接税は導入致しません」「この顔が嘘をつく顔に見えますか」と発言したが、にもかかわらず翌年に売上税導入に動いたことで、一時窮地に追い込まれることになる（後述）。
一方で改憲こそ首相在任中は明言しなかったが、“戦後政治の総決算”を掲げ、教育基本法や“戦後歴史教育”の見直し、靖国神社公式参拝、防衛費1%枠撤廃など、強い復古調姿勢により左派勢力から猛反発を買い、「右翼片肺」「軍国主義者」「総決算されるべきは戦後ではなく自民党」などといった激しい批判を浴びた。教育改革については、文部省と日教組の二項対立の教育改革に終止符を打つため1984年に自身の私的諮問機関として臨時教育審議会（臨教審）を設置した。その後臨教審の答申は受け継がれ、1988年に内閣の主導による学習指導要領改訂を成し遂げた。これが日教組の歴史的分裂の契機となった。政府税制調査会の会長として税収の「直間比率」是正 の観点から売上税導入を唱えた加藤寛をはじめ、石川忠雄、勝田吉太郎、香山健一、小堀桂一郎、西義之、佐藤誠三郎 など、自らの主張に近い意見を持つ学識経験者を各諮問機関の中心人物に起用し、迅速な決定によるトップダウン型の政策展開に活用した。これは自民党内の非主流派や野党などからは「御用学者の重用」と批判され、選挙を経た国会議員によって構成される国会の委員会より、中曽根が任意で選任できる諮問機関での審議の方が重要と見られて報道される事態も招いた。
1986年に発生した伊豆大島の三原山噴火では、首相権限で海上保安庁所属の巡視船や南極観測船を出動させ、滞在者も含めた島民全員の救出に成功した。頭越しに決定を下された国土庁の官僚や野党などからは独断専行を非難されたものの、当時の内閣安全保障室長であった佐々淳行らは、後年の阪神・淡路大震災発生時における村山内閣の初動対応の遅れと比較して、その決断力と実行力を高く評価している。また、三里塚闘争が今だ継続する中であったが、成田空港二期工事着工を決断した。性風俗店の摘発やお色気番組の規制にも力を入れ、風俗営業法を大幅に改正し風俗店の出店区域を大幅に制限し、日またぎ営業を禁止し、テレビコマーシャルを禁止するなどしたため、同時期に起こったエイズ騒動とともに、「日本における性風俗産業は壊滅した。」という風説が流れるほどになった。お色気番組に関しては国会答弁で「まず当面は、郵政省が監督権を持っておるわけでございますから、郵政省の側においてよく民放の諸君とも話をしてもらって、そしていやが上にも自粛してもらうし、その実を上げてもらう。郵政省としてはそれをよくチェックして見て、そして繰り返さないようにこれに警告を発するなり、しかるべき措置をやらしたいと思います。」と述べ、その後のお色気番組の自粛の遠因になった。
一方、広島市の原爆病院視察の際の「病は気から」発言や「黒人は知的水準が低い」「日本に差別されている少数民族はいない」、その発言について中曽根事務所が出した謝罪文に関しての質問に、女性蔑視と取られるような「まあ女の子が書いた文章だから。」などの失言で物議を醸すことも多かった。（これら一連の事象については知的水準発言を参照）。余りに差別的な発言も多かったため、後年で中曽根の失言が取り上げられる際はその一定部分が伏せられ、主に「単一民族」発言に焦点が当てられ、文言も現代向けにアレンジしたもので紹介される場合も多い。
首相在任中2度あった総選挙（1983年と1986年）では、現職首相でありながらトップ当選できなかった（当時は中選挙区制であり、2位当選している）。これは戦後の首相では中曽根だけである。トップ当選したのはいずれも福田赳夫元首相で、首相経験者同士が同じ選挙区（旧群馬3区）で対決したことになる。中選挙区時代の旧群馬3区は、福田のほかに同じく首相を務めた小渕恵三や社会党書記長などを務めた山口鶴男といった大物がそろった、日本でも有数の激戦区でもあった（上州戦争を参照）。なお、日本において現職首相が選挙で落選したことは過去に一度もない（首相経験者が国政選挙で落選した例は片山哲や石橋湛山、海部俊樹の例がある）。
任期後半にかけてはハイテク景気やバブル景気といった好景気を演出し、支持率も高水準を維持して自民党も単独で史上最多の議席を獲得するとともに、徐々に田中の影響を脱して政権運営の主導権を握った。好調すぎる高付加価値製品の対米輸出によって貿易摩擦問題も浮上したが、プラザ合意で円高路線が合意された後の内需拡大政策として民活（民間活力の意）と称し、国鉄分割民営化に伴い日本国有鉄道清算事業団が大規模に行った旧国鉄用地売却 を含んだ国有地の払い下げなどを行った。これにより、大都市圏やリゾート開発地をはじめとして日本全国で地価が高騰したが、それに対する金融引締め政策を行わなかったためバブル経済を引き起こしたという批判も根強い。また、このバブルにおいて横行した各種のマネーゲームからは、やがて発覚したリクルート事件や、田川に次いで新自由クラブから労働大臣として中曽根政権に入閣し、1986年の自民党復党後は中曽根派に所属していた山口敏夫の失脚・収監など、政治とカネを巡る問題が再び取りざたされるようになった。

#### 外交

##### 日米・日韓関係

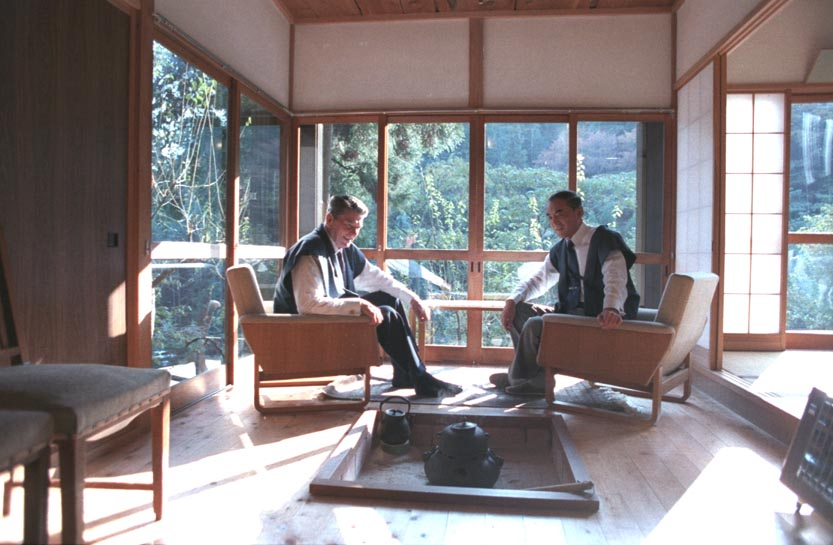
1983年11月11日、日の出山荘にてアメリカ合衆国大統領ロナルド・レーガン（左）と

1986年4月13日、キャンプ・デービッドにてアメリカ合衆国大統領ロナルド・レーガン（左）と

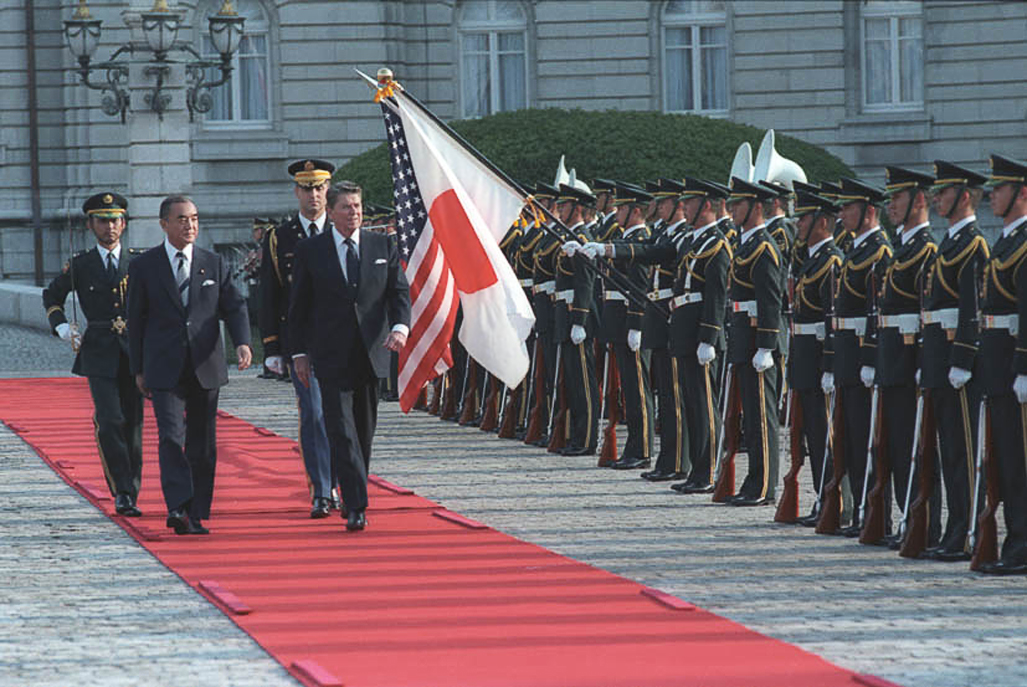
1986年5月4日、中曽根康弘とロナルド・レーガン（右）

1982年11月当時、日米関係は最悪と呼べる状態だった。時代背景は、ソ連が大陸間弾道ミサイルSS20をヨーロッパに配備して、それに対抗する形でアメリカはパーシングIIを配備しようと計画しており、東西冷戦構造が一段と厳しさを増し、一触即発の事態にもなりかねない核の脅威の中で、西側の首脳達は厳しい外交の舵取りを行っていた。そんな中、アメリカのロナルド・レーガン大統領は、アジアが全く無防備であることを念頭において、日米共同宣言の中で「日米で価値観を一体にして防衛にあたる」とした。
1981年5月、当時の首相である鈴木善幸は、初めて『シーレーン千海里防衛術』を公表するが、渡米の帰りの機中で「日米安保条約には軍事的協力は含まれない」と発言し、帰国後には「日米同盟に軍事的側面はない」と語って、共同声明に対する不満を表明してしまい、アメリカの世論を怒らせた。
そして参議院本会議では、鈴木首相・宮澤喜一内閣官房長官と伊東正義外務大臣が日米同盟の解釈を巡って対立し、伊東外相が辞任するという前代未聞の事態にまで発展してしまう。これに武器技術供与の問題が重なることとなる。大村襄治防衛庁長官がワシントンでワインバーガー国防長官と会談した際に、アメリカ側から武器技術供与は同盟国に対しては「武器輸出三原則」の枠外にしてほしいと頼まれていたのに、鈴木首相はこれに対応しなかった。
また、伊東の後任である園田直外務大臣の発言に、韓国政府が抗議する事態が発生した。
事の経緯は、韓国が、防衛および安全保障に絡み、日本政府に5年間で60億ドルもの政府借款を要請。これに対して園田は借款額を40億ドル以下に削減、その上「資金をもらう方が出す方に向かって、ビタ一文安くすることはまかりならんと言うのは筋違いだ」と毅然と発言。これに韓国側が反発したというものである。
中曽根は総理になる前から、最初にこれらの問題を解決してしまおうと密かに計画しており、首相就任直後に全斗煥と電話会談を行っている。
1983年1月の訪米に先立ち、中曽根は電話会談から1ヶ月あまりで総理大臣として戦後初となる韓国公式訪問を実現。全斗煥と個人的な信頼関係を構築した。アメリカが執心していた防衛費の増加と対米武器技術供与の問題は、中曽根の判断で反対する大蔵省主計局と内閣法制局を押し切って問題を決着させた。これらの成果を手土産に、中曽根は首相になって初めての訪米の途についたのである。
訪米中に中曽根が語ったとされる「日米は運命共同体」発言、「日本列島不沈空母化」（後述）および「三海峡（千島・津軽・対馬）封鎖発言」により、アメリカとの信頼関係を取り戻し、ロナルド・レーガン大統領との間に愛称で呼び合うほどの“個人的に親密な”関係（「ロン・ヤス」関係）を築くことにも成功して日米安全保障体制を強化した。一連の防衛力強化政策の仕上げとなったのは、中曽根政権が最後に編成した1987年（昭和62年）度予算での「防衛費1%枠」撤廃だった。ブレーンの一人だった高坂正堯の意見を採用し、防衛費の予算計上額を日本の国民総生産（GNP）の1%以内にとどめる三木内閣以来の方針を放棄し、長期計画による防衛費の総額明示方式に切り換えて急速な軍備拡張への新たな歯止めとした。この決定により、日本政府はより積極的な防衛政策の立案が可能となり、米軍との協力関係はさらに緊密となった。これは米国への隷従の強化と取る向きもあり、また、“ヤスはロンの使い走り”（Messenger boy）と批判されることもある。
また、日本からの輸出の増加により日米間の通商、経済摩擦が深刻化したことから、アメリカの貿易赤字が増加したことに対処するために、日本国民に外国製品の購入（特にアメリカ製品を最低100ドル分、当時の為替レートで1万3千円相当）を呼びかけるなどの点でも、中曽根はアメリカからの要求へ積極的に応えた。この時の広告は「輸入品を買って、文化的な生活を送ろう」だった。
ただし、中曽根自身が引き起こした日米間の懸案として、1986年9月に自民党の全国研修会の講演で「アメリカの知的水準は非常に低い」と発言したことから「知的水準発言問題」が起きた。黒人（アフリカ系アメリカ人）やヒスパニック系の議員連盟によってアメリカ下院に提出された中曽根非難決議案は本人の謝罪により採択が見合わされたが、その釈明に際して「日本は単一民族国家」と発言したことは北海道ウタリ協会からの新たな抗議を呼び、北海道旧土人保護法などが存続していたアイヌ民族に関する内政問題へと転化していった。

##### 不沈空母発言
1983年1月、ワシントン・ポストが、同紙会長キャサリン・グラハム会長宅で行われた朝食会にて、中曽根が日本列島を空母に見立てて津軽海峡を封鎖しソ連の進出を防ぐ趣旨の発言をしたとする旨を報じた。日本政府は同行記者団にこの発言を紹介していなかったため、記者団が政府側に確認を求め、専守防衛からの逸脱であるとして議論を呼ぶ騒動となった。
当時ワシントン・ポストで本記事を担当していたドン・オーバードーファーによれば、この「不沈空母」発言は、中曽根が日本語で「大きな船」と述べたのを通訳が過大な言葉に訳していたものであり、中曽根も発言後にその趣旨の説明をしている。
一方、2017年1月12日に日本の外務省が公開した外交文書では、中曽根がこのインタビュー内において確かに日本列島について「不沈空母のように強力に防衛する」と述べていたことが記録されていた。

##### ウィリアムズバーグ・サミット

1983年、第9回先進国首脳会議にて（右から3人目）

中曽根は、1983年5月に開かれたウィリアムズバーグ・サミットに出席している。議題の中心は、ソ連がヨーロッパで中距離核ミサイルSS20を展開したことに対し、アメリカがMGM-31 パーシングII準中距離弾道ミサイルを配備すべきか否か、であった。
だが、前向きな姿勢なのはアメリカのレーガン大統領とイギリスのサッチャー首相のみで、フランスのミッテラン大統領、西ドイツのコール首相、カナダのトルドー首相などは消極的な姿勢をとり、会議は今にも決裂しそうな気配を見せていた。
そうした状況の中、中曽根は敢然と発言する。「日本はNATOの同盟国でもないし、平和憲法と非核三原則を掲げているから、従来の方針では、こういう時は沈黙すべきである。しかし、ここで西側の結束の強さを示してソ連を交渉の場に引きずり出すためにあえて賛成する。決裂して利益を得るのはソ連だけだ。大切なのは、われわれの団結の強さを示すことであり、ソ連がSS20を撤去しなければ、予定通り12月までにパーシングIIを展開して一歩も引かないという姿勢を示すことだ。私が日本に帰れば、日本は何時からNATOに加入したのか、集団的自衛権を認めることに豹変したのかと厳しく攻撃されるだろう。しかし、私は断言したい。いまや、安全保障は世界的規模かつ東西不可分である。日本は従来、この種の討議には沈黙してきた。しかし、わたしはあえて平和のために政治的危機を賭して、日本の従来の枠から前進させたい。ミッテラン大統領も私の立場と真情を理解し同調して欲しい」これを聞いたみなは沈黙してしまったが、間髪入れずにレーガン大統領が阿吽の呼吸で「とにかく声明の案文を作ってみる」と提案して机上のベルを押すと、すぐさまシュルツ国務長官がレーガンの元に飛んできて、案文の作成を命じられた。
そして政治声明は、ソ連との間でINF（中距離核戦力）削減交渉が合意に達しない場合は1983年末までに西ヨーロッパにパーシングIIを配備する、またそのために、サミット構成国、ECに不退転の決意があることが謳われ、経済宣告も当然採択され、インフレなき成長のための10項目からなる共同指針が示された。

##### レフチェンコ事件とミトロヒン文書
1982年12月のレフチェンコ事件では、アメリカに亡命したソ連国家保安委員会（KGB）の少佐、スタニスラフ・レフチェンコによって、日本国内でのソ連による執拗かつ周到な諜報活動・間接侵略（シャープパワー）が暴露された。この事件の影響は大きく、1985年にスパイ防止法案の審議が行われた。当時、後藤田正晴らが中心となって対応にあたり、首相であった中曽根も、外国の工作活動に対する認識が甘い日本社会の現状について「スパイ天国」と揶揄していたという。
ソ連が崩壊し、1992年に旧ソ連からイギリスに亡命した元ソ連国家保安委員会（KGB）の幹部要員であったワシリー・ミトロヒンが密かに持ち出したミトロヒン文書が出て来た際、ウィリアムズバーグ・サミット直後の1983年5月31日に開かれたソ連指導部の政治局秘密会議での速記録には、ショックの大きさが色濃く反映された記述があり、当時のグロムイコ外相は「領土問題などで、日本に対し多少融和的に出る必要がある」と主張しており、アンドロポフ書記長も「日本との関係で何らかに妥協を図らねばならない。たとえば、戦略的意味を持たない小さな島々の共同開発はどうか」などと発言した記録があった。

##### 日中関係
以前から総理大臣の靖国神社参拝は恒例であったが、中曽根内閣の際に靖国神社参拝問題が持ち上がった。この問題が対中関係として際立った印象を与えているのは、中曽根が首相として初めて8月15日に「公式」参拝をしたためである（最初に8月15日に参拝をしたのは三木武夫で、これは保守派に配慮した日程だが、一方で「私的」と強調していた。小泉純一郎は首相在任中の2006年8月15日に参拝しているが、公私の別を明らかにしていない）。また、当時中国共産党指導部の胡耀邦総書記ら親日傾向を持つグループとその反対勢力との権力争いがあり、その中で靖国参拝が問題として浮上、中華人民共和国からの抗議が激しくなっただけであるという見方もある。自身の著書の中で中曽根は「親日派の立場が悪くなることを懸念し靖国参拝を中止した」としている。胡耀邦と鄧小平は、当時日米同盟や日本の防衛力強化を歓迎すらしていた。東京裁判史観は否定しつつアメリカではなく、中華人民共和国には過去の歴史を謝罪すべきとする独自の歴史観を持っており、当時の日中関係は「蜜月時代」とも言われた。
角福対立時代には一貫して日中国交正常化支持の立場をとっている。総理在任中の1983年11月に中国の総書記として初となる胡耀邦の訪日を実現。「日中友好21世紀委員会」（現・新日中友好21世紀委員会）を発足させることで合意し、中曽根総理訪中に合わせて1984年3月に実現した。同委員会第1回会合（1984年）で日中青年交流の拠点として「日中青年交流センター」を北京に建設することが提言され、1991年5月に実現している。
総理退任後も対中関係改善に努め、六四天安門事件での対中制裁の解除を鈴木善幸・竹下登とともに政府に働きかけを行ったり、日中青年世代友好代表団団長として訪中して胡錦濤総書記と会談し、習近平国家副主席が訪日した際の天皇特例会見でも関与が取り沙汰されるも中曽根元首相の要請は「1か月ルール」によって断られたという。

#### 民営化推進
中曽根内閣は戦後の自民党で最も新保守主義・新自由主義色が濃い内閣であった。日本専売公社、日本国有鉄道および日本電信電話公社の三公社を民営化させた。これによって総評および総評を支持母体とする社会党を切り崩す意図があった。また、長年半官半民であったフラッグキャリアの日本航空の完全民営化を推進させた。
次第に国民からの支持も安定し、1986年の衆参同日選挙（死んだふり解散）では衆参ともに自民党史上最多獲得議席となる圧勝となり、その功により総裁任期が1年延長された。しかし、経済政策ではアメリカの貿易赤字解消のためプラザ合意による円高ドル安政策を採り、これが結果的に日本をバブル経済に突入させたこともあり、批判の声も少なくない。

#### 退任
同日選に大勝した中曽根だが、その後しばらくは芳しくない出来事が続いた。藤尾正行文部大臣が中曽根の自虐史観転換を批判する発言を雑誌に行い罷免され（1986年9月）、中曽根自身も「黒人は知的水準が低い」（知的水準発言）「日本は単一民族」「女の子が書いた文章だから」などの失言が問題化し（9月～11月）、さらに選挙中に「大型間接税は導入致しません」「この顔が嘘をつく顔に見えますか」と宣言していた売上税を翌1987年の通常国会で導入しようとしたことから「公約違反」と追及され、支持率が一時的に急落する。
1987年の予算審議は空転を続け、4月の統一地方選も敗北し、党三役の総辞任論や内閣の早期退陣論さえ囁かれ始めた。翌月に売上税は撤回を表明することになるが、選挙の敗北から18日後に行われた日米首脳会談でも準国賓待遇とは裏腹に、下院本会議は貿易相手国に黒字減らしを強要する包括貿易法案を290対137の大差で可決した。さらに、内需拡大と公定歩合の引き下げによるドル支えを露骨に強要した。このためNBCは「中曽根首相は『特別なあいさつ』を受けた」と皮肉っている。
しかし、統一地方選での敗北や売上税を巡る混乱は、皮肉にも党内に「厭戦ムード」をもたらし、次期総裁は公選ではなく「話し合い」で決めるべきという雰囲気が高まっていく。中曽根はこれを利用し、有力候補の三人を巧みに分断、秋までには支持率が回復したこともあり、次期総裁を自らの裁定に委ねさせることに成功する（中曽根裁定）。こうして、中曽根はニューリーダーと呼ばれた竹下登、安倍晋太郎、宮澤喜一のうちから、竹下を後継に指名、余力を持ったまま11月に総理を退任した。
中曽根自身の回顧によれば、後継候補に必要な条件として、自身が断念した売上税（消費税）の導入について党内をまとめられる人物、当時容態が悪化していた昭和天皇の不慮に備え、「大喪の礼」を滞りなく行える人物、の2件があり、竹下が最もふさわしいと判断したという。首相在任1,806日は歴代7位（戦後5位）、中曽根内閣は3次4年11ヶ月に及ぶ20世紀最後の長期政権となった。

### 退任後

#### リクルート事件
後継指名を果たし、余力を持って退任したかに見えたが、1989年、竹下内閣の退陣につながるリクルート事件では中曽根の関与も取り沙汰され、立件は免れたものの、証人喚問に応じ、政治責任を取る形で離党に追い込まれた。ポスト竹下では中曽根派の宇野が起用され、さらに中曽根の離党中、派は渡辺美智雄に代替わりした。このようなこともあり、退任後は一定の発言力を持ったものの、竹下のように首相再登板が現実味を帯びて語られたり、キングメーカーとして政界に直接的な影響力を行使したりすることはなかった。1991年に復党。1994年の首班指名選挙では自民党の村山富市首班方針に反発し、小沢一郎が担ぎ出した海部俊樹に票を投じることを表明するが、この「中曽根の海部支持」は自民党・社会党内部で反発を買い逆効果だったとされる。特に、首班指名を前に殆ど分裂状態に陥っていた社会党では、「中曽根が推す候補に入れるわけにはいかない」というムードが広がり、結果的に造反議員の数を減らした。なお、自民党内の造反者の多くは処分されたが、中曽根は貢献度を重視して不処分であった。
鳩山由紀夫は事件を機に、政官財の癒着の解明を目指してユートピア政治研究会を党内で立ち上げ、中曽根らを糾弾した。その後、鳩山が新党さきがけを経て、1996年に「友愛」を掲げて旧民主党を創設した際、中曽根は「政治は友愛だの何だのと綺麗ごとを言うが中身がなく薄っぺらい。ソフトクリームのようにすぐ解けてしまうだろう。」と嘲笑した。鳩山は「夏にはおいしい」と切り返すなどしたが、こうした過程で「友愛」が話題となり、その年の流行語大賞となった。自身は薩長連合になぞらえて保保連合を一貫して主張した。首相退任後は議会最後尾にある通称長老席に陣取っていた。宮澤喜一、竹下登とともに居眠りをしている姿が老害の象徴としてマスコミに盛んに揶揄された。

#### 湾岸危機と在留邦人解放
1990年8月に始まった湾岸危機ではイラク大統領サッダーム・フセインと会談して在留邦人74人の解放を実現。当時の会談記録は2021年12月22日に公開された。

#### 政界での活動
1996年には小選挙区比例代表並立制導入の際、小選挙区での出馬を他の候補に譲る代わりに、比例北関東ブロックでの終身1位の保証を受ける。1997年2月に憲政史上4人目の議員在職50周年を迎え、同年4月に大勲位菊花大綬章を生前受章する。同年、第2次橋本改造内閣で腹心の佐藤孝行の入閣を希望したが、ロッキード事件で有罪が確定していることを批判されて佐藤は短期間で辞任に追い込まれ、橋本内閣も支持率急低下で大打撃を受け、第18回参議院議員通常選挙では自民党が大敗し橋本は総理を辞任した。中曽根派が山崎拓率いる近未来政治研究会と分裂した後、1999年に亀井静香や平沼赳夫率いる亀井グループと合併し志帥会となり、最高顧問に就任する。
1996年12月30日号の「AERA」誌上で、「国鉄分割民営化の真の目的は国労を潰すことだった」と暴露した。

### 政界引退
中曽根は中選挙区制から小選挙区制への移行に際し、比例北関東ブロックにおける終身1位を約束されていた。自民党では2000年の総選挙から比例区における73歳定年制が導入されており、原健三郎・櫻内義雄の両元衆議院議長がこれにより引退しているが、中曽根と宮澤喜一はこの時は特例により比例区定年制対象外となっている。しかし「特例をもうけていいのか」と全国の県連などから批判が上がり（群馬県連でも世代交代を求める声があった）、小泉純一郎総裁が中曽根と宮澤の両長老に引退を勧告した。一度、党執行部が約束したことを小泉が一方的に破棄して中曽根に引退勧告したことは、一部で「きわめて非礼なものである」との批判も呼び、中曽根は「政治的テロだ」と強く反発し、立候補断念の記者会見でも「引退はしない」と公言した（詳細は上州戦争を参照）。
最終的に中曽根は2003年の総選挙では自民党の比例北関東ブロックからの立候補を断念し、衆議院議員から引退した（なお、比例名簿で終身比例名簿1位から退いたことで、比例当選最下位順位の早川忠孝が復活当選している）。このとき、小泉の指示を受けて中曽根に引導を渡す役目を務めたのが、当時の党幹事長である安倍晋三であった。中曽根に「私はその判断によって50年の議会人として人生に終止符を打つことになる。今までの経緯からいって首相が判断した。その判断を合理的に説明し、私を納得させてほしい」と求められ、安倍が「なんとかご理解いただきたい」と頭を下げると、中曽根は「君も貧乏クジをひいたな」と笑い、「安倍君、君は幹事長だろ。幹事長の仕事は選挙に勝つことだ。全力を尽くせ。おれも応援するよ」と励ました。

### 晩年
個人事務所を世界平和研究所内に置く（旧個人事務所を2009年まで43年間砂防会館内に置いた）。財団法人世界平和研究所で会長を務め、中曽根康弘賞を創設し、世界の平和・安全保障に関する研究業績を表彰する。
2004年から2014年にかけて、日本テレビにて自らの名を冠した対論番組『本音激論!なかそね荘』のホストを務めた。
2005年10月28日、党新憲法起草委員会が新憲法草案を発表した。中曽根が前文小委員長として前文をまとめたが、発表された草案では内容が変更されていた（中曽根原文より大幅に簡略化された内容となる）。
2007年3月23日午後（ブルームバーグ）における日本外国特派員協会での記者会見で、慰安婦問題について質問され、「日本軍による慰安婦の強制動員事件について、個人的に知っていることは何もない。新聞で読んだことがすべてだ」と語った。また、自身の回顧録で海軍将校だった時に『三千人からの大部隊だ。そんな彼らのために、私は苦心して、慰安所をつくってやったこともある。彼らは、ちょうど、たらいのなかにひしめくイモであった。卑屈なところもあるし、ずるい面もあった。そして、私自身、そのイモの一つとして、ゴシゴシともまれてきたのである。しかしこれら民衆も、悲劇のクライマックスでは、古田班長のように、あるいは、従兵の佐々木のように、人間の尊厳をまざまざと見せつけてくれる尊い存在であったのである。』 と言及した「慰安所」とは兵隊相手の慰安婦による売春が行われていたものではないかとの質問には「工員たちのための娯楽施設を設営した」、「慰安所は軍人らが碁を打つなど、休憩所の目的で設置した」と説明した。なお、中曽根が主計長を務めていた海軍航空基地第二設営班について防衛庁が戦後資料を取りまとめており、バリクパパンで飛行場建設後に慰安所が建設されたとの記録が残されている。2011年、その中から高知市の市民団体が「主計長の取計で土人女を集め慰安所を開設氣持の緩和に非常に効果ありたり」との記載を見付けたと、日本共産党の機関誌『しんぶん赤旗』が報じた。中曽根は取材に対しても、「旧海軍時代に慰安所をつくった記憶はない」「事実と違う。海軍の工員の休憩と娯楽の施設をつくってほしいということだったので作ってやった」「具体的なことは知らない」と完全否定している。
2008年9月3日付の『読売新聞』朝刊に、9月1日に首相辞任の会見を行った福田康夫に関する文章を寄稿している。文中で「我々先輩の政治家から見ると、2世、3世は図太さがなく、根性が弱い。何となく根っこに不敵なものが欠けている感じがする」と述べている。
2008年12月7日に自宅で転倒し、右肩を骨折して入院したが順調に快復し、2009年3月7日に開かれた鳩山一郎没後50年の会合でも演説するなど、活動を続けていた。また同年10月、急逝した中川昭一元財務大臣の告別式に出席した際は、介添えを必要とせず自力で席を立って焼香をするなど、90歳を過ぎても矍鑠とした姿が見られた。
2013年12月4日夜、国会近くにある東京・紀尾井町のホテルニューオータニで、5月に95歳を迎えた中曽根の祝賀会が行われたが、企画者とされる山口敏夫元労相以外にも、山崎拓元幹事長、伊吹文明衆院議長、石破茂自民党幹事長、石原伸晃環境相、古屋圭司国家公安委員長、島村宣伸元農相、二階俊博衆院予算委員長、亀井静香元国民新党代表、渡辺喜美みんなの党代表らが出席した。海外訪問中の村上正邦元労相や体調を崩している与謝野馨元官房長官を除けば、旧中曽根派の主だった人物が結集しており、旧中曽根派の同窓会のようだったと報道された。
2015年5月には97歳の誕生日を迎えたが、同年8月7日の読売新聞に戦後七十年にあたっての長文の寄稿を行うなど健在ぶりを示している。
2017年5月には99歳の誕生日を迎えた。尾崎行雄記念財団は公式フェイスブックで「2003年の自民党の比例区における73歳定年制導入がなければ、中曽根元総理は恐らく尾崎の連続当選25回、在職連続63年の記録を塗り替えていただろう」というコメントを残している（計算上は、2003年以降も北関東ブロック比例1位の処遇が継続していて中曽根本人が辞退していなければ、2011年に在職連続64年となる。連続当選は2017年に26回となる）。
2018年5月、日本の総理大臣経験者では史上2人目の100歳の誕生日を迎えた（前述）。足腰が衰えたものの都内の事務所を週2回程度訪れ、書類整理や来客との面会をこなしている、と関係者は証言していた。

### 死去

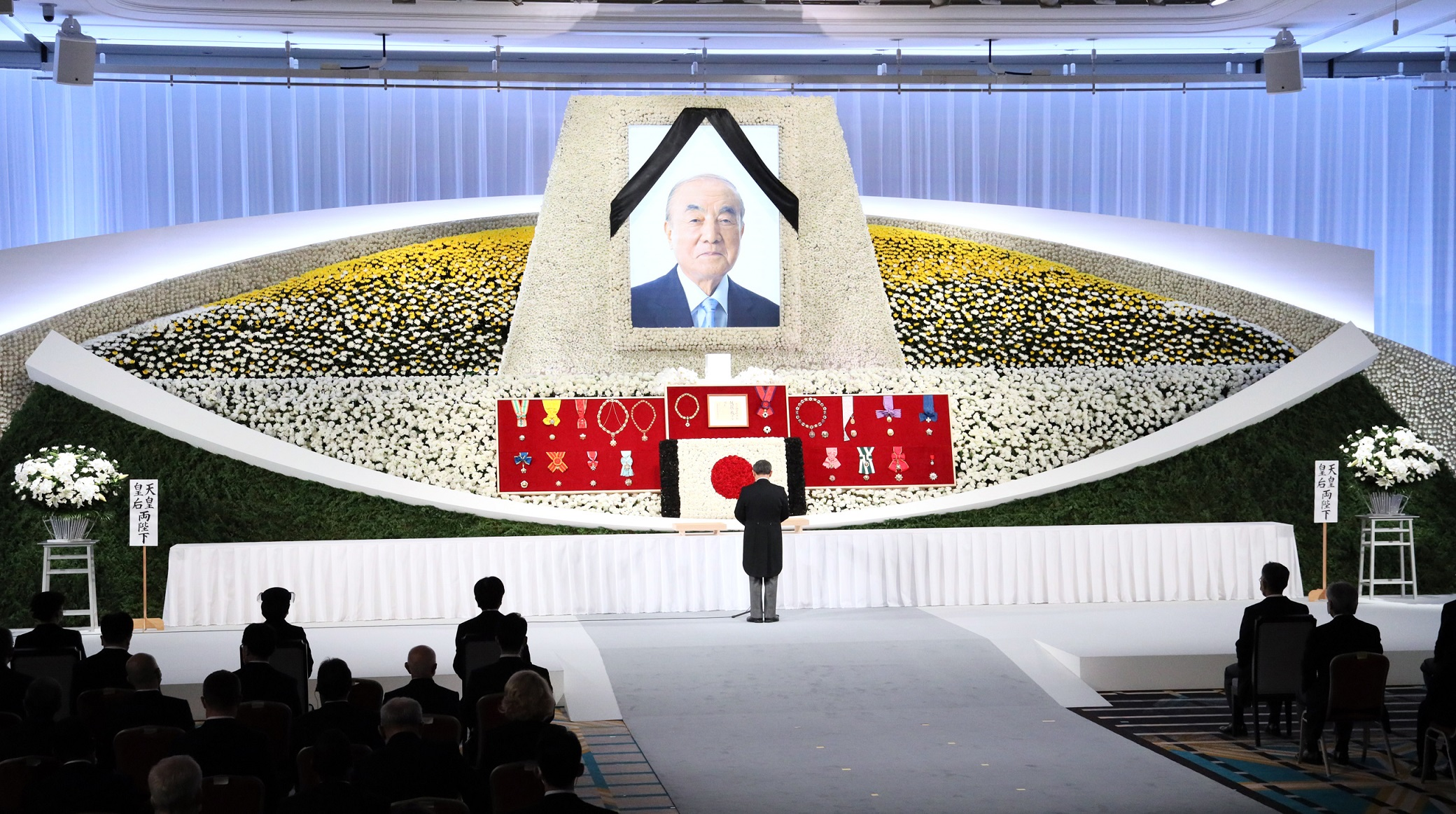
2020年10月17日、グランドプリンスホテル新高輪で執り行われた内閣・自由民主党合同葬儀

2019年11月29日、老衰により死去した。101歳没（享年102）。長寿を全うした元首相だった。没後に日本国政府より従一位・大勲位菊花章頸飾を授与された。
孫で衆議院議員である中曽根康隆は、康弘は晩年は入退院を繰り返し、最期となる2か月間も入院していたものの「医者も説明できないような生命力があり、元気に過ごしていました。病室でも相変わらず新聞に線を引きながら、3、4時間もかけて端から端まで読んだり、テレビで国会中継を見たりしていました」と語っている。最期は子供や孫たちに囲まれながら息を引き取ったという。
内閣・自民党による合同葬はグランドプリンスホテル新高輪・国際館パミールで2020年3月15日に行われる予定だったものの、新型コロナウイルスの感染拡大に伴い延期され、同年10月17日に行われた。
中曽根の死により、昭和時代の総理大臣経験者は全員がこの世を去った。また、令和時代まで生きた唯一の昭和時代の総理大臣経験者となった。
戒名は「烔眼院殿康寧国歩大居士」。墓所は東京都西多摩郡の秋川霊園にある。

## 政治姿勢

### 自主憲法制定・憲法改正
前述のように改憲をライフワークとしている。議員引退後も新憲法制定議員同盟会長を務めていた。

### 大連立構想を仲介
自民党と民主党の大連立を裏で仲介していたと報道されている。

### 核武装
日米同盟が破棄された時に備えて、日本は核武装の準備をするべきと主張していた。

### 小泉内閣への評価
小泉内閣の最大の功績として「アフガニスタン、イラクでの国際貢献を目的とした自衛隊の海外派遣」を挙げる（中曽根も第3次内閣でイラン・イラク戦争での掃海艇派遣を検討していた）。また最大の失政として「憲政の常道に反し、参議院で否決された郵政民営化法案を成立させようと衆議院を解散したこと」（郵政解散）を指摘した。「小泉内閣は、私がやったような政治の本道―たとえば財政とか行革とか、教育―ではなくて、道路と郵政をやっただけだ。どちらかと言えばはじっこのことだ。それを劇場政治として面白くやったんだな。俺に言わせれば印象派の政治だ（笑）」とインタビューに答えている。また、小泉総裁との関係が悪化したことから、自民党の新憲法起草委員会では前文小委員長であった中曽根が作成した憲法前文の試案は使用されなかった。

### 保守本流意識
中曽根派が三木派と並んで保守傍流扱いされることに反発していた。なお保守本流は、吉田自由党系の池田派・佐藤派の系列を指すのが通常で、佐藤派・保利系と合同した福田派まで含めることまではあっても、通常中曽根派は含まない。

### 戦後政治の生き証人
松村謙三から「緋縅の鎧を着けた若武者」と賞賛された新人議員時代や、いち早く一派を率いた時代から平成の世まで保守政界の一方の核にあった。保守合同以前は野党、自民党においても反主流時代が長く、保守本流の嫡流ともいえる宮澤喜一（2007年死去）とは別の意味で、国会や内閣、派閥取引の裏事情を知る生き証人として知られ、本人も長い政治生活を背景とした過去との比較などの発言をたびたび行う。
とりわけ、保守合同の立役者であり、自民党史上最高の軍師として鳴る三木武吉を比喩として使い、その時代の参謀型・調整型政治家を持ち上げる手段としていた。鈴木内閣時の金丸信に対しては、「三木武吉以来の人材だ」とおだて上げ、加藤の乱鎮圧後の野中広務には、「三木武吉を超えましたなあ」と褒め上げている。

## 交友関係

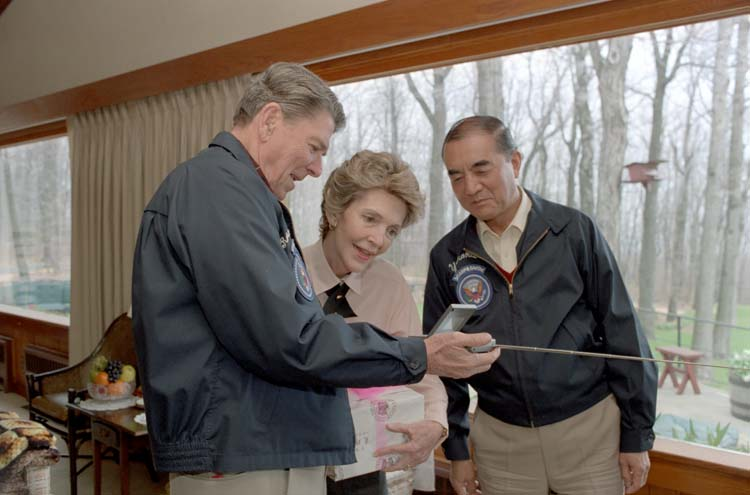
1986年4月13日、キャンプ・デービッドにてロナルド・ナンシー夫妻に携帯テレビを贈呈

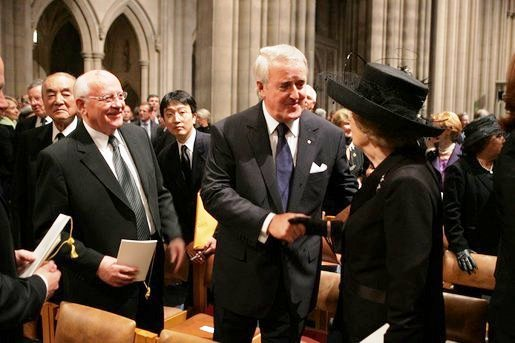
2004年6月11日、ロナルド・レーガンの葬儀にてミハイル・ゴルバチョフ、マーガレット・サッチャー、ブライアン・マルルーニーらと

ロナルド・レーガン
レーガンとは互いに「ロン」「ヤス」と呼び合うほどの親密な仲を築き、自著の中でも「たぐい稀な人間的魅力」と評している。
1983年1月16日、ブッシュ副大統領の晩餐会に招待された席上で、中曽根はこう述べた。
「今回の渡米に同行している次女の美恵子は、小学生だった11歳の時、インディアナ州ミシガンシティのモルト・ウィンスキー氏のお宅にホームスティしたのです。高校時代には互いに1年間、交換留学させました。ウィンスキー家とは20年近い交流が続いてます。今回の渡米に際しても、一家をあげてわざわざワシントンまで駆けつけてくれて、一同抱き合って再会を喜び合ったばかりです。かつて11歳の娘の美恵子をアメリカに送り出すとき、家内と『いつか総理大臣なって渡米する時が来たら、その時は美恵子が通訳をやってくれるといいなあ』と夢見たものですが、その後二十数年、政治家として家族とともに幾山河を越え風雪に耐えて、ここワシントンを訪れ、それが今、現実になって感無量です。国と国との関係も、ウィンスキー家と私の家とのように友情と信頼で築き上げたい」
この話の途中で中曽根は感情がこみあげ、言葉を詰まらせてしまう。これを聞いていたブッシュ副大統領、シュルツ国務長官、ワインバーガー国防長官、ブロック通商部代表、ボールドリッジ商務長官など、並んでいた閣僚がハンカチを取り出して目頭を押さえる一幕があった。翌朝シュルツから前夜の話を聞いたレーガン夫妻も目に涙を浮かべたという。
1983年1月17日、『ワシントン・ポスト』紙の社主だったキャサリン・グラハムの朝食会に招かれ、その席上で「日本は不沈空母である」「日米は運命共同体である」と発言したと『ワシントン・ポスト』は大きく取り上げた。この会食の翌日にレーガンがホワイトハウスの私的な住居で朝食に招き、その時レーガンから「今後はお互いファーストネームで呼び合おう」と言われたという。
ヘンリー・キッシンジャーは「もし政治が可能性の芸術であるならば、レーガンは掛け値なしに一流の芸術家」と発言し、中曽根もこれに同意している。
マーガレット・サッチャー
大英帝国伝統の血を引いた現代宰相で卓抜な能力を備え、強気ながらも一方で女性らしい非常にきめ細やかな繊細さを持っていると中曽根は評した。
竹村健一
中曽根は竹村を畏友と評し、竹村とは中曽根がまだ、総理、総裁候補だったころからの付き合いであった。その当時から「体の中に国家を持っている」政治家として、竹村は中曽根を敬愛し続けているという。「竹村会」という勉強会の1月の全国大会では、毎年中曽根が基調講演を行っている。
渡邉恒雄
読売新聞会長の渡邉は初入閣や総理就任にも貢献した盟友であり、同じ憲法改正論者でもある一方で小泉純一郎の推し進めた郵政民営化や靖国神社参拝などには異議を唱えた。また、レフチェンコ事件の際には、自社の記者を巡り首相官邸で後藤田正晴や中曽根とやりあったという。
田中角栄
永遠の競争相手として認めており、代議士会では論戦に明け暮れた仲である一方で総理就任の際は田中の影響力を利用した。同じ1918年5月生まれであり、初当選も同じで第23回衆議院議員総選挙以来当選し続けた同期でもある。また軽井沢にある両者の別荘は隣同士であった（佐藤栄作元首相の別荘も至近距離であり、軽井沢で交流があった）。
胡耀邦
『三国志演義』の登場人物のようで、英雄的要素を持ち、度量も視野も広かったと評し、兄弟のような付き合いをした仲だったと述懐している。
全斗煥
中曽根の首相就任から間髪を入れない訪韓は、教科書問題が沸騰した直後にという微妙な時期であったが、晩餐会での韓国語でのスピーチ や全大統領のカラオケで韓国語の歌を披露するといったパフォーマンスも奏功してか、学生など少数の左翼過激派を除く韓国人一般に好意的に受け止められた。この訪日での全大統領による要請で胡耀邦と親交があり、中国と国交もある日本の中曽根首相は中韓の仲介を行った。日韓関係はその後、紆余曲折を経ることとなり、全大統領も部下だった盧泰愚が大統領となるや政治力を奪われ、金泳三政権の下で冷遇された。そうした中でも、全の来日の際には必ず付き添うなど、中曽根の過去の盟友に対する一貫した友情は、日韓併合時代も経験した保守的な韓国人高齢者の間でも好意的に受け止められている。
不破哲三
『サンデー毎日』2009年7月19日号において対談を行い、互いに一定の評価をし合った。

## 評価
- 田中角栄 「政治家の資質は、50人の前で話ができる人、500人の前で話ができる人、1000人の前で話ができる人、という具合に分けられる。しかし、5000人の前で話をし、私語をさせないでぴたっと聞かせることができるのは、そうはいない。いまのところ、中曽根康弘と田中角栄くらいなもんだな」

- 渡邉恒雄
  - 「私が平記者、中曽根さんが未だ陣笠代議士の頃から、毎週土曜日には決まって読書会をして、良書を読みあさった。夜二人で酒を飲むときも、話題は読書の話、政治の話ばかりだった。あのような勉強家、読書家は他に知らない。小泉首相の時、勝手に国会議員定年制を作られ、国会議員を八十五歳で無理矢理引退させられた時は、本当に憤慨していた。質素な生活にも感銘していた。私にとって彼以上に敬愛した人物はいない」[89]
  - 「いろいろ話をしたけれど、中曽根さんは全部、政治の話だ。彼と猥談をしてもダメ、興味ないんだよ。奥さん一筋で、二号さんを持たない政治家は、彼と安倍（晋三）総理くらいのものじゃないかね（笑）。家族はとても仲良しだった。昔は、議員宿舎の8畳1間に親2人子供3人と女中さん1人の6人で暮らしていた。お金がないから料亭に行けなくて、夜、女中さん起こして、彼女の布団の上にお盆を置いて、その上に徳利を載せて飲んだ。そばじゃ子供がスヤスヤ寝てる。ある時、中曽根さんがベルサイユ宮殿のような豪華な所に引っ越したから来てくれ、というので行ってみたら、新しい議員宿舎で、8畳6畳4畳半と三つの部屋があった。それでベルサイユになっちゃうんだからな。それでいよいよ大臣になる時に『豪邸』を建てたという。行ってみたら建坪40坪ほどの普通の家だ。箱庭のような池があり、そこに金魚が4、5匹泳いでいた。お嬢さんによれば、中曽根さんは、政治家は小さな借家に住まなきゃいけないと言っていたそうだけどね。その後、総理になるという時には、長嶋茂雄君の家を借りて住んだね。最初、長嶋君は、政治家は嫌だと断ったんだ。そこで何とかしてくれないかと中曽根さんに頼まれた。だから長嶋君に、政治家といっても俺の親友なんだから貸してやってくれよ、と言ったよ。『豪邸』は、廊下もすれ違えないくらいの家だったな。若い頃は毎週土曜に読書会をしていた。週に1冊、僕が読んで報告し、それについて議論する。1年で四十数冊だね。政治学の論文みたいな堅い本ばかりだ。お互い相当に勉強になった。彼と学者を呼んで、食事会もずいぶんしたよ。カントでもヘーゲルでも、僕が読みなさいと言うと、中曽根さんはみんな読むんだ。まあ、あれほど勉強家の政治家はいなかったね。中曽根さんはゴルバチョフのソ連ともうまくやったし、韓国ともいい関係を築いた。総理として初めて訪韓した際には、韓国語を勉強していたな。そんな俄か勉強で大丈夫かと思ったら、韓国へ行って、韓国語で歌を歌ってきたらしいんだ。風呂場で一所懸命に練習したみたいだね。熱心なんだよ。そんな面倒なこと、普通はやらないよ」[90]

- 金丸信 「そもそも田中派は中曽根を総理にすることに反対だった。ところが田中のオヤジがどうしても中曽根だと言う。後藤田が何であんなおんぼろ神輿を担ぐのかと言ったら、オヤジがおんぼろだから担ぐんだと言った。そこで俺がオヤジの言うことが聞けない奴は派閥を出ろと言ったらみんな収まった。俺は大の中曽根嫌いで通っていた。その俺が賛成したのだから中曽根は恩義を感じたのだろう。総理になった時に料亭に呼ばれた。中曽根は畳に手をつき深々と頭を下げてあなたを将来幹事長にすると言った」

- 後藤田正晴
  - 「戦後の総理大臣の中で、中曽根総理は出色の総理大臣と言える。（中略）もちろん、中曽根首相にはペルシャ湾に自衛隊を派遣しそうになるなど、その体質からくる危なっかしさがある。しかし、彼は、政治家になって以来、（中略）政策を勉強し、蓄積していた。総理になったら何を実行するかを考えつづけていた。最近みられるような、『間に合わせ』の総理になる人たちとは違っていた」[91]
  - 「宮澤（喜一）さんは真面目すぎるわな。頭が良すぎて先が見えすぎる。だから、やろうとすることに勢いがない。その点、中曽根さんというのは頭よくないですよ。それだけに、非常に馬力がある」[92]

- 二階俊博 「国の大きな問題で羅針盤の役割を果たした。常に大局と歴史に立脚した政治家だった」[93]

- 小沢一郎 「文字通り戦後政治を総決算された素晴らしい指導者だった」[93]

- 不破哲三 「首相在任当時は激しい論戦をやり合った。政治的に対立する立場にあったが、率直な討論のできる政治家だった」[93]

- 枝野幸男 「学識にあふれ、毅然としていた。学ぶべき点のたくさんある先輩だった」[93]

- 玉木雄一郎 「背中に『ニッポン』という背骨がまっすぐ入った気骨ある政治家だった」[93]

- 下村博文 「戦後史に残る大宰相。ご存命中に憲法改正できなかったのは後輩政治家の責任だ」[93]

- 山口那津男 「自民党を基礎からつくった根っからの党人派。時代の荒波を乗り越え、国民に何かを残すという気概を持って当たられた」[93]

- 大島理森 「時代を読み取る深い洞察力、確固たる信念と志を持ち、それらを実現するため柔軟かつ大胆な政治手法を振るわれた偉大な政治家だった」[93]

- 葛西敬之 「国鉄の分割民営化は、中曽根元総理のリーダーシップがあったからこそ実現できた。その結果が鉄道の今日の発展につながっており、大変大きな功績を残された」[94]

- 田中茂 「政治家として何をすべきか、揺るぎない信念と明確なビジョンを持っていた。結縁、尊縁、随縁の『三縁』を大切にしなさいと言われたことがある。国鉄改革などを実践した一方で縁を大切にする一面があった。『歴史から学べ』ともよく言っていた。極めて日本人的な合理主義者だった」[95]

- 古川貞二郎 「仕えた中で後藤田正晴氏が官房長官を務めた中曽根内閣が、最もいい内閣だったように思う。やるべきことが明確で、毅然とした姿勢で実践する内閣だった」[95]

- 保利耕輔 「派閥は違ったが、目をかけてもらった。非常にアクティブで努力される人だった。野党時代に取りまとめた自民党の憲法改正草案をよく聞いて、評価してもらった」[95]

- 稲葉大和 「近年の多くの首相たちとは異なり、理念を口先で語るだけではなく実行が伴う方だった。政治家は信念を持つことが大事だと教えられた。国民と国家の行く末を常に本気で考えておられた方で、まさに『国士』だった」[96]

- 鈴木哲夫
  - 「彼が語る改憲論には、必ず『国民が全員でしっかり議論して』という枕詞がついていた。現在の改憲論議は、与党を見ても野党を見ても、永田町内部での政争の具だとしか考えていないように思えます。そうした次元ではなく、『憲法は国民のものなんだ』という大前提を決して崩さず、その上で改憲を唱えていたのが、中曽根さんの改憲論の特徴です」[97]
  - 「『風見鶏』という言葉はもっぱらネガティブな意味で使われていますが、言い換えれば『リアリスト』であったということです。自らの理想や信念があっても、それだけでは政治は動かせない。理想とリアリズムをうまく使い分けるのが政治の醍醐味です。そのバランスをうまく取れたからこそ、総理になり、国鉄や電電公社の民営化などの大きな政策を実現することもできた」[97]

- 深谷隆司 「中曽根さんはめったに怒ることがない人でした。怒ったふりをして、こんこんと説得するのです。『この役職を蹴ったら、君の将来のためにならない』と。私はこれを受け入れ青年局長に就任しました。中曽根さんは若手の生意気を許容する器のある人でした。（売上税に反対し）これだけ中曽根さんを困らせたにもかかわらず、処分されることはありませんでした。嫌みを言われたこともありません。『私のことを悪く言っていた』という話すら一切、私の耳には入りませんでした。人のことを陰で批判することがない人だったのです。それどころか、しばらくして、私を欧州への旅に誘ってくれました。きまりが悪く、中曽根さんを避けていた私をです」[98]

- 上和田義彦 「田中（角栄）は天才と言われることを嫌う。努力して這い上がって来たと言われたい。中曽根は天才でなく秀才だ。努力して総理になった。ところが本人は天才と言われたい。秀才と言われると不機嫌になる。二人は何から何まで対照的だ」

- 村上正邦 「1986年、『死んだふり解散』と呼ばれた衆参ダブル選挙で、私は中曽根総理の全国遊説すべてに同行しました。その時驚いたのは、中曽根さんはどんなにハードスケジュールであろうと、飛行機の中、新幹線の中で、居眠りしなかった。分厚い本をカバンから取り出して、聞いたら『大嘗祭』の本だと言うんです。皇室典範や皇室の祭事について、付箋を貼って勉強しておられた。当時、昭和天皇がご高齢で、しかもご病気でもあったので、総理として万一の事態を想定していたんでしょう。選挙期間中ですから『総理、お休みになられたらいかがですか』と進言したところ、『いや、村上君、いま私が総理としてやらなきゃならんことは、一点一字おろそかにしちゃいけない』と。『今は宮中行事を勉強しなければいけない』とおっしゃられた」[99]

- 服部龍二 「晩年、何度か中曽根さんに話をお聞きしたことがありました。すでに90前後だったにもかかわらず、インタビュー中、彼の背筋はピンと伸び、表情も超然とされていた。ただ、一度だけ、私が『政権途中から憲法改正を棚上げされていたのでは』と尋ねたときは、『改憲を諦めたことは一度もない』と烈火のごとく怒っておられましたね。実際、政界引退後にも憲法改正試案を発表されており、改憲は悲願だったのでしょう」[100]

- 森和子 「最初に見たときから、背が高くて素敵な人だなと思いました。それに速記を担当しても、完璧なほど無駄な言葉がないんです。まだ20代なのに、優秀で感心しました。将来は必ず首相になると確信していました。みんな憧れていましたよ。私が速記者になって間もなくのころですが、同僚の男性速記者からすまなそうに『次の番、ちょっと代わってくれないかな』って頼まれたんです。私が『誰なの？』と聞いたら、『中曽根さんなんだよ』と困ったような顔で答えました。私は喜んで代わってあげましたが、難しい言葉がズバズバ出てくる中曽根さんは『難物』でもあったんです。でも、それが格好良かったんですよ」[101]

- 赤松年子 「20年代後半のころ、国会内の食堂で、女性速記者仲間と食事をしていたら、給仕さんがお盆に山盛りのミカンをテーブルに持ってきて、ぶっきらぼうに『ほれ、あっち、あっち』と目配せしたんです。奥の方で中曽根さんが『食べろ、食べろ』という風に口を動かして、ニコニコしながら手を振っていたんです。お互い顔見知りではありましたから、食堂に注文して届けてくれたんです。私たちは『中曽根さんからの差し入れだ！』なんて小躍りして、おいしくいただいた覚えがあります。いつも勇ましい発言をして、ちょっと怖い印象もあったけど、根は優しい人なんだな、と感激しました」[101]

- 李娜兀 「大学院生だったころ、中曽根氏に直接お会いしてお話をうかがったことがある。そのころ私は、武器輸出三原則による制約の中で、アメリカに対する武器技術供与を認めた中曽根氏の決断について論文を書こうとしていた。しかし公開資料は少なく、どのように調査を進めたらいいのかもよく分からず、とても困った。そこで、ほとんどわらにもすがる思いで知人を通じて中曽根氏に質問の手紙を出した。2004年のことだ。事前の予想とは裏腹に、すぐに中曽根事務所から『お会いしましょう』との返事が来た。国会近くの事務所を訪ねたとき、テレビや新聞を通じてしか知らない大物政治家に日本語で質問しなければならないということで、どれほど緊張したか。言葉に詰まっていると、『あなたは韓国からの留学生？　私は日本の首相として初めて韓国を訪問したんだよ』。中曽根氏は、そうにこやかに語り掛けて、私の緊張をほぐし、韓国についての思い出などを挟みながら、私がちゃんと聞きたいことが話せるように誘導してくれた。時には私に質問もし、答えにも興味深そうに耳を傾けるなど、相手を尊重する姿勢にもあふれていた。事前の手紙で主な関心事項をお伝えしていたので、準備もしてくださったのだろう。中曽根氏は私の質問に対して、当時の情景描写とともに、次々と具体的な人名を挙げた。卓越した記憶力に感銘を受けたし、そのおかげでその後、当時の秘書官や関係省庁の方々に話を聞くことにもつながった。こうした調査は普通、実務者から話を聞き、最後にトップにたどり着くものだが、私の場合はまるで逆になってしまったのだった。『韓国からも、他の国からも、もっと多くの留学生に日本に来てほしいんだよ』。インタビューの場で、そう励まされたことも強く印象に残っている」[102]

- 国分俊英（共同通信社編集局長） 「長寿を全うした背景には酒とたばこがある。担当を離れていた時期でもメディア各社の記者とともに懇談する機会が多かった。あるときウイスキーの水割りが出された。すると、グラスの中に人さし指と中指を突っ込んで氷をかき出しはじめた。『どうしたんですか』と尋ねると『腹を冷やすのが体に一番よくないんだよ』。以後、中曽根氏の水割りはいつも氷抜きとなった。深酒は決してしなかった。特に首相の五年間は『自衛隊の最高指揮官だから』と、不測の事態が起こる場合に備えていた。中曽根氏の後に酒乱ぎみの首相もいたが、緊張感、心構えが全く違っていた。たばこは極端に嫌った。『朝駆け』（朝自宅に取材に訪れること）の際は、先着二人までが同乗して話を聞くことができた。『ハコ乗り』と称していた。あるとき同乗した某新聞社の記者が車内でたばこに火をつけた。中曽根氏は運転手に車を止めさせ、くだんの記者に『降りてください』と命じた。厳しい口調が示したように、たばこの煙とにおいに我慢できなかった。それほど健康に気づかっていた。碁、将棋はやらずマージャンなど賭け事には一切手を出さなかった。関心がなかったのだろう。女性との浮いた話もなかった。興味は政治だけだった。読書はよくしていた。読んで面白く参考になる本に出合うと記者に配ったりした。『勉強しなさい』という意味だったと思う。いまでも蔵書の中に『謹呈　中曽根』というサイン入りの本が何冊かある。中曽根氏は『大統領的首相』を公言し、安倍首相の官邸主導の源流を作ったといわれる。だが、その前提として、中曽根氏は異論をよく聞いた。中曽根氏が住んでいた首相公邸に夜、実力政治家がひそかに訪れていた。新聞の首相動静には載らない。意見を言うためであった。有益な話を聞くと、常用の赤い手帳にメモするのが常だった。他派閥から起用した官房長官の後藤田正晴氏を重用した。後藤田氏は時には中曽根氏のいさめ役を果たしていた。イエスマンの同類議員と忖度する官僚ばかりを官邸に集めた安倍体制とは、根本的に違っていた」[103]

- 中曽根康隆
  - 「家の中にいても、祖父は常に背筋が伸びてピシっとしている人でした。もちろん『おじいちゃん』の表情もありましたが、『大きな志を持った一人の大人』というオーラが出ていたから、孫ながらに圧倒されるような感覚がありました」[104]
  - 「初当選後、祖父に挨拶に行き、『おかげさまで当選したよ』と報告しました。普通なら最初から笑顔で迎えますよね。けれど祖父からは開口一番に『歴史を勉強しなさい、浮かれてる場合じゃない』と厳しい目で言われました」[104]
  - 「家庭内でも、祖父は常に背筋を伸ばして、無駄な時間を一切過ごしませんでした。総理大臣になっても忙殺されずに、本を読み、勉強していた。さらに、毎週末には寺で座禅を組んだり、水泳にも行ったりして、自分一人になって考える時間を作っていました」[104]
  - 「知識を吸収することが好きだった。私もあれほど勉強する人は見たことないですね。年齢に関係なく、いろんな人の意見を聞くのが大好きでした。大学時代には、祖父から『ゼミのメンバーを集めろ』と言われました。『いまの若者が何を考えているのかを聞きたいから、お昼にカレーライスを食べながら意見交換をしよう』と。総理大臣経験者で当時80歳くらいの祖父が、20歳の学生の意見をテープレコーダーで録音しながら、メモを取りながら聞いていたのです。この姿勢はすごいと思いましたし、祖父の知識欲からきている行動なのでしょう」[104]
  - 「祖父は常々『自分の身体に国家がある』と述べていました。これは、戦争で部下や弟を失い、焼け野原を見るという強烈な体験から、この祖国を復興しなければいけないと感じていたためです。それから政治家を志し、強い意志があったからこその発言だと思います。だから死ぬ直前まで『国が苦しいと、自分も苦しい』とよく言っていました。群馬の材木屋の次男で、政治には関わりのなかった祖父は、自分の志ひとつで政治家になりました。28歳から総理大臣になると決めていたそうですよ。小派閥を率いる中で『風見鶏』だと批判を受けていましたが、総理になるには『風を読むこと』が必要であることも、よく理解しており、徳富蘇峰の『大局さえ見失わなければ大いに妥協してよい』がモットーでした」[104]
  - 誰が何と言おうと日航機123便墜落事故時の首相である
- 中曽根蔦子
  - 「結婚詐欺にあったようなものでした。役人と結婚したら平穏な生活ができると思って嫁に来たのに、途中で何一つ相談なしで勝手に役人を辞めちゃって。結局、選挙ばかりやらされることになりました」[105]
  - 「私の写真を、いつも内ポケットに入れていたそうですよ。最初の妊娠をしたときも私が酸っぱいものを欲しがるので、あるときなど、主人は会議に出た夏ミカンを食べたふりをしてそっとポケットに入れ、持って来てくれたこともあったのです」[105]

## 宗教関連
キリスト教
クリスチャンではなかったが、共愛女学校を卒業している母親のゆくの賛美歌を聞きながら育った。中曽根は軍隊に入隊して出征する際、聖書を持って行ったという。

靖国神社
1985年の8月15日に内閣総理大臣としては初となる公式参拝をした。翌1986年は後藤田官房長官の圧力に屈し、さらに胡耀邦の中国共産党内での立場に配慮し、参拝を中止した。なお公式参拝前の1983年、1984年にも8月15日に参拝している。1988年3月11日、赤報隊から脅迫状が送りつけられる（赤報隊事件）。国会議員勇退後にはA級戦犯分祀推進 や小泉総理の靖国参拝反対など大きく主張を転換した。
島村宜伸は、中曽根の依頼を受けて靖国神社に対しA級戦犯の分祀を求めたことがあった旨を、2005年に述べている。
天皇の参拝実現を要望している。2004年に「遺族が一番考えているのは天皇陛下がいつ参拝してくれるかだ。首相ではなく、天皇陛下が参拝できるようにするのが首相の大きな仕事だ」と発言している。

禅
自著において宗教観を語っており、どの宗教も心の底から信じられないとするが、座禅だけは好んで行っている。また雑誌の読書特集のインタビューで道元『正法眼蔵』を座右の書としていると語った。

 世界基督教統一神霊協会（統一教会）
1992年3月、出入国管理及び難民認定法の規定で日本に入国できなかった統一教会の教祖、文鮮明が特例措置で14年ぶりに日本に入国した際、文鮮明と会合を持った。
1994年8月、勝共連合の幹部の誘いで文鮮明の側近である朴普煕と会談、1991年の文鮮明と金日成の会談の報告を受ける。
2006年3月21日、千葉県の幕張メッセで開催された統一教会系列の「天宙平和連合 (UPF)日本大会」にその活動趣旨に深い理解を示し、祝電を送ったという。
文鮮明発言録全615巻（約20万ページ）において、日本の歴代首相で最も多く言及があったのは中曽根であったという。発言録173巻226ページの記述によると、文鮮明は1988年2月18日の説教で「一昨年（86年）の選挙当時に日本のカネで60億円以上使った」と述べている。

## 献金
ジャパンライフ
首相在任中、中曽根の5つの政治団体に、ジャパンライフから計1000万円の献金が行われていたことを、日本共産党の藤田スミが追及している。中曽根は「善意の政治資金として受け付けたということでございまして……」と答弁している。元会長山口隆祥と中曽根は同郷である。

## 渾名
- 「政界の風見鶏[116]」
- 「薮枯らし[要出典]」
- 「緋縅の鎧を着けた若武者[116]」
- 「青年将校」
- 「大勲位[116]」
- 「ヤス」（ロン・ヤスとして、ロナルド・レーガンと並べて呼称される）
- 「ヤストラダムス[注釈 23]」
- 「簾満月[要出典]」
- 「バーコード[要出典]」

## 語録
「政治家は歴史上の法廷での被告である。」
「老兵は消えず、ただ頑張るのみ。」

## 栄典
戦後、生存者叙勲の復活が閣議決定された直後には「戦前の勲章の復活などは、いまの憲法にふさわしくない。第一、いまどき勲章をもらったって、いつ、どんな服につけるのかね」 と語っていたが、1997年4月29日、大勲位菊花大綬章を受章した。日本国憲法施行後、皇族・外国人以外で大勲位菊花大綬章を生前受勲したのは、吉田茂、佐藤栄作に次いで3人目である。その他の栄典としては、大日本帝国海軍の軍人であったとき、海軍主計少佐として従六位に叙されている。2019年（令和元年）12月27日の閣議で、中曽根の叙従一位および大勲位菊花章頸飾追贈が決定された。叙位叙勲は、死去日の11月29日付けである。
また、フランスのレジオンドヌール勲章（グラントフィシエ）やドイツ共和国の功績勲章大十字章を含め、13箇国から勲章を授与されている。
称号は、名誉博士（ルイ・パスツール大学）、名誉博士（タンマサート大学、政治学）の名誉学位を受けている。その他、1997年（平成9年）には国会議員在職50年表彰を受けた（史上4人目）。

## 家族・親族
- 生家[注釈 24]
  - 父・松五郎（材木商）
  - 母・ゆく
  - 兄・吉太郎
  - 弟・良介、昌吉
- 自家

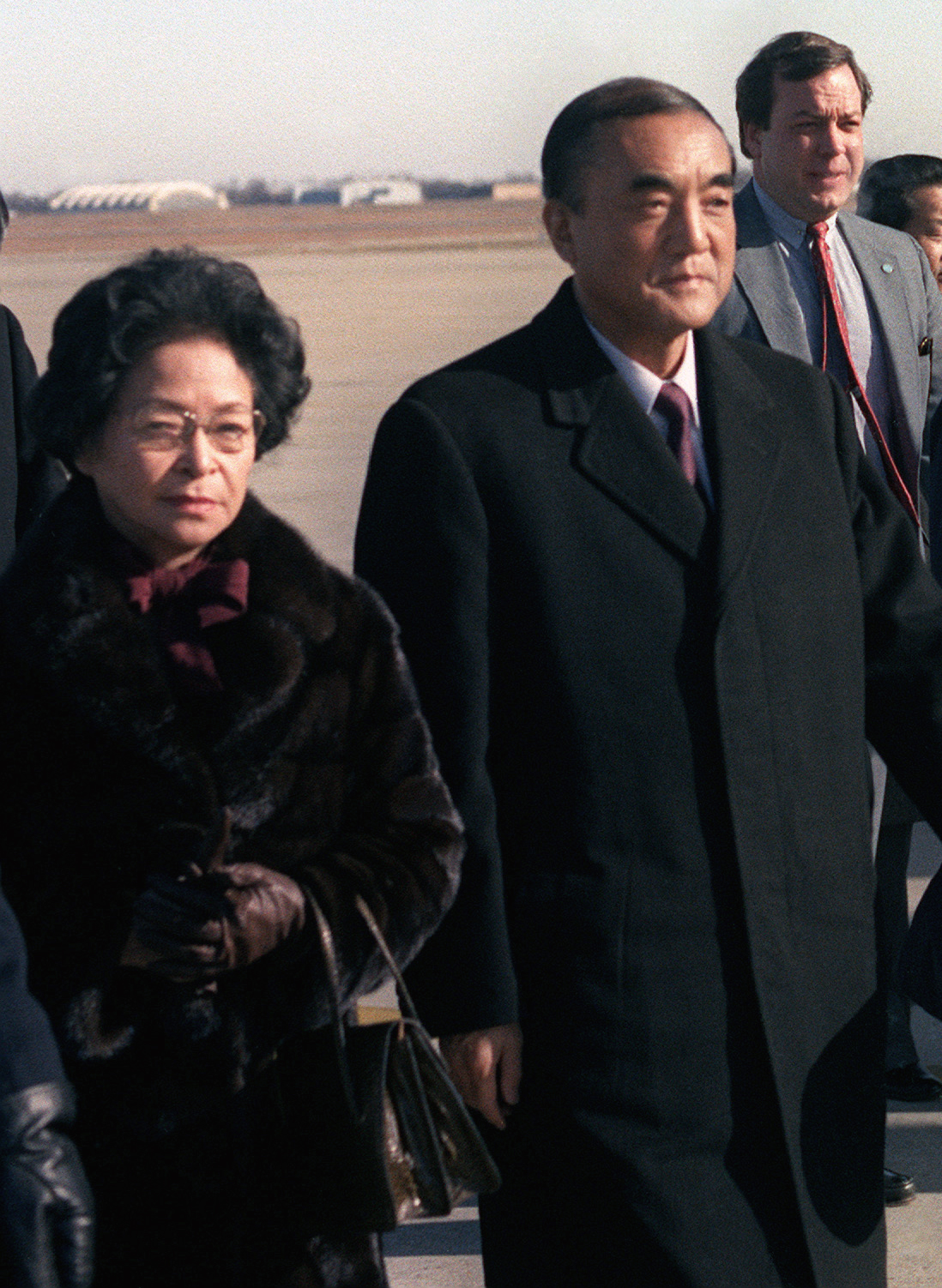
1983年1月21日、アンドルーズ空軍基地にて妻の蔦子（左）と

  - 妻・蔦子（明治大学教授を務めた小林儀一郎の三女）
  - 長男・弘文（政治家・外務大臣（麻生内閣））[注釈 25]
    - 孫・康隆（弘文の長男。政治家・衆議院議員）

  - 長女・美智子（双川文吾（弁護士双川喜文の長男、明治大学専務理事だった双川喜一の孫）の妻）
    - 孫（長女・美智子と双川文吾の息子）の双川正文はフジテレビに入社し、現在はバラエティ制作センター勤務のサラリーマンである[注釈 26]。

  - 二女・美恵子（渥美直紀（鹿島建設名誉会長渥美健夫の長男、大阪商船取締役を務めた[122]渥美育郎の孫、兵庫県士族渥美遂[123] の曾孫）の妻、元NHKアナウンサー[注釈 27]。）
- 他家
  - 姪
    - 光子（元東京大学教授平山信の孫川上冽の妻）
    - 八重子（斉藤知三郎（元・大昭和製紙（現・日本製紙）名誉会長斉藤了英の三男、大昭和製紙（現・日本製紙）の創業者斉藤知一郎の孫）の妻）

### 系譜
中曽根家（群馬県高崎市）
系図1
| 平山信 | 平山信 | 平山信 | 平山信 | 平山信 | 平山信 |        |        |          |          |          |          |          |          |      |      |               |               |               |               | 中曽根 松五郎 | 中曽根 松五郎 | 中曽根 松五郎 | 中曽根 松五郎 | 中曽根 松五郎 | 中曽根 松五郎 |            |            |            |            |            |            |            |            |  |  |            |            |            |            | 斉藤知一郎 | 斉藤知一郎 | 斉藤知一郎 | 斉藤知一郎 | 斉藤知一郎 | 斉藤知一郎 |            |            |            |            |  |  |        |        |        |        | 豊田喜一郎 | 豊田喜一郎 | 豊田喜一郎 | 豊田喜一郎 | 豊田喜一郎 | 豊田喜一郎 |            |            |            |            |          |          | 三井高長 | 三井高長 | 三井高長 | 三井高長 | 三井高長 | 三井高長 |  |  |  |  |  |  |  |  |  |  |  |  |  |  |  |  |  |  |  |  |  |  |  |  |  |  |  |  |  |  |
| 平山信 | 平山信 | 平山信 | 平山信 | 平山信 | 平山信 |        |        |          |          |          |          |          |          |      |      |               |               |               |               | 中曽根 松五郎 | 中曽根 松五郎 | 中曽根 松五郎 | 中曽根 松五郎 | 中曽根 松五郎 | 中曽根 松五郎 |            |            |            |            |            |            |            |            |  |  |            |            |            |            | 斉藤知一郎 | 斉藤知一郎 | 斉藤知一郎 | 斉藤知一郎 | 斉藤知一郎 | 斉藤知一郎 |            |            |            |            |  |  |        |        |        |        | 豊田喜一郎 | 豊田喜一郎 | 豊田喜一郎 | 豊田喜一郎 | 豊田喜一郎 | 豊田喜一郎 |            |            |            |            |          |          | 三井高長 | 三井高長 | 三井高長 | 三井高長 | 三井高長 | 三井高長 |  |  |  |  |  |  |  |  |  |  |  |  |  |  |  |  |  |  |  |  |  |  |  |  |  |  |  |  |  |  |
|        |        |        |        |        |        |        |        |          |          |          |          |          |          |      |      |               |               |               |               |               |               |               |               |               |               |            |            |            |            |            |            |            |            |  |  |            |            |            |            |            |            |            |            |            |            |            |            |            |            |  |  |        |        |        |        |            |            |            |            |            |            |            |            |            |            |          |          |          |          |          |          |          |          |  |  |  |  |  |  |  |  |  |  |  |  |  |  |  |  |  |  |  |  |  |  |  |  |  |  |  |  |  |  |
| 千枝   | 千枝   | 千枝   | 千枝   | 千枝   | 千枝   |        |        | 川上寿一 | 川上寿一 | 川上寿一 | 川上寿一 | 川上寿一 | 川上寿一 |      |      | 中曽根 吉太郎 | 中曽根 吉太郎 | 中曽根 吉太郎 | 中曽根 吉太郎 | 中曽根 吉太郎 | 中曽根 吉太郎 |               |               | 中曽根康弘    | 中曽根康弘    | 中曽根康弘 | 中曽根康弘 | 中曽根康弘 | 中曽根康弘 |            |            |            |            |  |  | 斉藤了英   | 斉藤了英   | 斉藤了英   | 斉藤了英   | 斉藤了英   | 斉藤了英   |            |            | 斉藤滋与史 | 斉藤滋与史 | 斉藤滋与史 | 斉藤滋与史 | 斉藤滋与史 | 斉藤滋与史 |  |  | 和可子 | 和可子 | 和可子 | 和可子 | 和可子     | 和可子     |            |            | 豊田章一郎 | 豊田章一郎 | 豊田章一郎 | 豊田章一郎 | 豊田章一郎 | 豊田章一郎 |          |          | 博子     | 博子     | 博子     | 博子     | 博子     | 博子     |  |  |  |  |  |  |  |  |  |  |  |  |  |  |  |  |  |  |  |  |  |  |  |  |  |  |  |  |  |  |
| 千枝   | 千枝   | 千枝   | 千枝   | 千枝   | 千枝   |        |        | 川上寿一 | 川上寿一 | 川上寿一 | 川上寿一 | 川上寿一 | 川上寿一 |      |      | 中曽根 吉太郎 | 中曽根 吉太郎 | 中曽根 吉太郎 | 中曽根 吉太郎 | 中曽根 吉太郎 | 中曽根 吉太郎 |               |               | 中曽根康弘    | 中曽根康弘    | 中曽根康弘 | 中曽根康弘 | 中曽根康弘 | 中曽根康弘 |            |            |            |            |  |  | 斉藤了英   | 斉藤了英   | 斉藤了英   | 斉藤了英   | 斉藤了英   | 斉藤了英   |            |            | 斉藤滋与史 | 斉藤滋与史 | 斉藤滋与史 | 斉藤滋与史 | 斉藤滋与史 | 斉藤滋与史 |  |  | 和可子 | 和可子 | 和可子 | 和可子 | 和可子     | 和可子     |            |            | 豊田章一郎 | 豊田章一郎 | 豊田章一郎 | 豊田章一郎 | 豊田章一郎 | 豊田章一郎 |          |          | 博子     | 博子     | 博子     | 博子     | 博子     | 博子     |  |  |  |  |  |  |  |  |  |  |  |  |  |  |  |  |  |  |  |  |  |  |  |  |  |  |  |  |  |  |
|        |        |        |        |        |        |        |        |          |          |          |          |          |          |      |      |               |               |               |               |               |               |               |               |               |               |            |            |            |            |            |            |            |            |  |  |            |            |            |            |            |            |            |            |            |            |            |            |            |            |  |  |        |        |        |        |            |            |            |            |            |            |            |            |            |            |          |          |          |          |          |          |          |          |  |  |  |  |  |  |  |  |  |  |  |  |  |  |  |  |  |  |  |  |  |  |  |  |  |  |  |  |  |  |
|        |        |        |        |        |        |        |        |          |          |          |          |          |          |      |      |               |               |               |               |               |               |               |               |               |               |            |            |            |            |            |            |            |            |  |  |            |            |            |            |            |            |            |            |            |            |            |            |            |            |  |  |        |        |        |        |            |            |            |            |            |            |            |            |            |            |          |          |          |          |          |          |          |          |  |  |  |  |  |  |  |  |  |  |  |  |  |  |  |  |  |  |  |  |  |  |  |  |  |  |  |  |  |  |
|        |        |        |        | 川上冽 | 川上冽 | 川上冽 | 川上冽 | 川上冽   | 川上冽   |          |          | 光子     | 光子     | 光子 | 光子 | 光子          | 光子          |               |               | 八重子        | 八重子        | 八重子        | 八重子        | 八重子        | 八重子        |            |            | 斉藤知三郎 | 斉藤知三郎 | 斉藤知三郎 | 斉藤知三郎 | 斉藤知三郎 | 斉藤知三郎 |  |  | 斉藤斗志二 | 斉藤斗志二 | 斉藤斗志二 | 斉藤斗志二 | 斉藤斗志二 | 斉藤斗志二 |            |            | 斉藤公紀   | 斉藤公紀   | 斉藤公紀   | 斉藤公紀   | 斉藤公紀   | 斉藤公紀   |  |  |        |        |        |        |            |            |            |            |            |            |            |            | 豊田章男   | 豊田章男   | 豊田章男 | 豊田章男 | 豊田章男 | 豊田章男 |          |          |          |          |  |  |  |  |  |  |  |  |  |  |  |  |  |  |  |  |  |  |  |  |  |  |  |  |  |  |  |  |  |  |
|        |        |        |        | 川上冽 | 川上冽 | 川上冽 | 川上冽 | 川上冽   | 川上冽   |          |          | 光子     | 光子     | 光子 | 光子 | 光子          | 光子          |               |               | 八重子        | 八重子        | 八重子        | 八重子        | 八重子        | 八重子        |            |            | 斉藤知三郎 | 斉藤知三郎 | 斉藤知三郎 | 斉藤知三郎 | 斉藤知三郎 | 斉藤知三郎 |  |  | 斉藤斗志二 | 斉藤斗志二 | 斉藤斗志二 | 斉藤斗志二 | 斉藤斗志二 | 斉藤斗志二 |            |            | 斉藤公紀   | 斉藤公紀   | 斉藤公紀   | 斉藤公紀   | 斉藤公紀   | 斉藤公紀   |  |  |        |        |        |        |            |            |            |            |            |            |            |            | 豊田章男   | 豊田章男   | 豊田章男 | 豊田章男 | 豊田章男 | 豊田章男 |          |          |          |          |  |  |  |  |  |  |  |  |  |  |  |  |  |  |  |  |  |  |  |  |  |  |  |  |  |  |  |  |  |  |

系図2
|          |          |          |          |          |          |  |  |      |      |      |      |          |          |          |          |          |          |      |      |      |      |  |  |          |          |          |          |          |          |  |  |        |        |        |        | 鹿島岩蔵 |        |      |      |          |          |          |          |          |          |          |          |            |            |            |            |            |            |  |  |        |        |        |        |        |        |  |  |          |          |          |          |          |          |  |  |          |          |          |          |          |          |  |  |          |          |          |          |            |            |            |            |            |            |        |        |        |        |  |  |            |            |            |            |                   |                   |                   |                   |                   |                   |               |               |               |               |  |  |        |        |        |        |          |          |          |          |          |          |          |          |          |          |
|          |          |          |          |          |          |  |  |      |      |      |      |          |          |          |          |          |          |      |      |      |      |  |  |          |          |          |          |          |          |  |  |        |        |        |        |          |        |      |      |          |          |          |          |          |          |          |          |            |            |            |            |            |            |  |  |        |        |        |        |        |        |  |  |          |          |          |          |          |          |  |  |          |          |          |          |          |          |  |  |          |          |          |          |            |            |            |            |            |            |        |        |        |        |  |  |            |            |            |            |                   |                   |                   |                   |                   |                   |               |               |               |               |  |  |        |        |        |        |          |          |          |          |          |          |          |          |          |          |
|          |          |          |          |          |          |  |  |      |      |      |      |          |          |          |          |          |          |      |      |      |      |  |  |          |          |          |          |          |          |  |  |        |        |        |        | いと     | いと   | いと | いと | いと     | いと     |          |          | 鹿島精一 | 鹿島精一 | 鹿島精一 | 鹿島精一 | 鹿島精一   | 鹿島精一   |            |            |            |            |  |  |        |        |        |        |        |        |  |  |          |          |          |          |          |          |  |  |          |          |          |          |          |          |  |  |          |          |          |          |            |            |            |            |            |            |        |        |        |        |  |  |            |            |            |            | 初代中曽根 松五郎 | 初代中曽根 松五郎 | 初代中曽根 松五郎 | 初代中曽根 松五郎 | 初代中曽根 松五郎 | 初代中曽根 松五郎 |               |               |               |               |  |  |        |        |        |        |          |          |          |          |          |          |          |          |          |          |
|          |          |          |          |          |          |  |  |      |      |      |      |          |          |          |          |          |          |      |      |      |      |  |  |          |          |          |          |          |          |  |  |        |        |        |        | いと     | いと   | いと | いと | いと     | いと     |          |          | 鹿島精一 | 鹿島精一 | 鹿島精一 | 鹿島精一 | 鹿島精一   | 鹿島精一   |            |            |            |            |  |  |        |        |        |        |        |        |  |  |          |          |          |          |          |          |  |  |          |          |          |          |          |          |  |  |          |          |          |          |            |            |            |            |            |            |        |        |        |        |  |  |            |            |            |            | 初代中曽根 松五郎 | 初代中曽根 松五郎 | 初代中曽根 松五郎 | 初代中曽根 松五郎 | 初代中曽根 松五郎 | 初代中曽根 松五郎 |               |               |               |               |  |  |        |        |        |        |          |          |          |          |          |          |          |          |          |          |
|          |          |          |          |          |          |  |  |      |      |      |      |          |          |          |          |          |          |      |      |      |      |  |  |          |          |          |          |          |          |  |  |        |        |        |        |          |        |      |      |          |          |          |          |          |          |          |          |            |            |            |            |            |            |  |  |        |        |        |        |        |        |  |  |          |          |          |          |          |          |  |  |          |          |          |          |          |          |  |  |          |          |          |          |            |            |            |            |            |            |        |        |        |        |  |  |            |            |            |            |                   |                   |                   |                   |                   |                   |               |               |               |               |  |  |        |        |        |        |          |          |          |          |          |          |          |          |          |          |
| 稲山嘉寛 | 稲山嘉寛 | 稲山嘉寛 | 稲山嘉寛 | 稲山嘉寛 | 稲山嘉寛 |  |  |      |      |      |      | 梁瀬次郎 | 梁瀬次郎 | 梁瀬次郎 | 梁瀬次郎 | 梁瀬次郎 | 梁瀬次郎 |      |      |      |      |  |  |          |          |          |          |          |          |  |  |        |        |        |        |          |        |      |      | 卯女     | 卯女     | 卯女     | 卯女     | 卯女     | 卯女     |          |          | 鹿島守之助 | 鹿島守之助 | 鹿島守之助 | 鹿島守之助 | 鹿島守之助 | 鹿島守之助 |  |  |        |        |        |        |        |        |  |  |          |          |          |          |          |          |  |  | 渥美育郎 | 渥美育郎 | 渥美育郎 | 渥美育郎 | 渥美育郎 | 渥美育郎 |  |  |          |          |          |          | 小林儀一郎 | 小林儀一郎 | 小林儀一郎 | 小林儀一郎 | 小林儀一郎 | 小林儀一郎 |        |        |        |        |  |  |            |            |            |            | 2代中曽根 松五郎  | 2代中曽根 松五郎  | 2代中曽根 松五郎  | 2代中曽根 松五郎  | 2代中曽根 松五郎  | 2代中曽根 松五郎  |               |               |               |               |  |  |        |        |        |        | 前川喜作 | 前川喜作 | 前川喜作 | 前川喜作 | 前川喜作 | 前川喜作 |          |          |          |          |
| 稲山嘉寛 | 稲山嘉寛 | 稲山嘉寛 | 稲山嘉寛 | 稲山嘉寛 | 稲山嘉寛 |  |  |      |      |      |      | 梁瀬次郎 | 梁瀬次郎 | 梁瀬次郎 | 梁瀬次郎 | 梁瀬次郎 | 梁瀬次郎 |      |      |      |      |  |  |          |          |          |          |          |          |  |  |        |        |        |        |          |        |      |      | 卯女     | 卯女     | 卯女     | 卯女     | 卯女     | 卯女     |          |          | 鹿島守之助 | 鹿島守之助 | 鹿島守之助 | 鹿島守之助 | 鹿島守之助 | 鹿島守之助 |  |  |        |        |        |        |        |        |  |  |          |          |          |          |          |          |  |  | 渥美育郎 | 渥美育郎 | 渥美育郎 | 渥美育郎 | 渥美育郎 | 渥美育郎 |  |  |          |          |          |          | 小林儀一郎 | 小林儀一郎 | 小林儀一郎 | 小林儀一郎 | 小林儀一郎 | 小林儀一郎 |        |        |        |        |  |  |            |            |            |            | 2代中曽根 松五郎  | 2代中曽根 松五郎  | 2代中曽根 松五郎  | 2代中曽根 松五郎  | 2代中曽根 松五郎  | 2代中曽根 松五郎  |               |               |               |               |  |  |        |        |        |        | 前川喜作 | 前川喜作 | 前川喜作 | 前川喜作 | 前川喜作 | 前川喜作 |          |          |          |          |
|          |          |          |          |          |          |  |  |      |      |      |      |          |          |          |          |          |          |      |      |      |      |  |  |          |          |          |          |          |          |  |  |        |        |        |        |          |        |      |      |          |          |          |          |          |          |          |          |            |            |            |            |            |            |  |  |        |        |        |        |        |        |  |  |          |          |          |          |          |          |  |  |          |          |          |          |          |          |  |  |          |          |          |          |            |            |            |            |            |            |        |        |        |        |  |  |            |            |            |            |                   |                   |                   |                   |                   |                   |               |               |               |               |  |  |        |        |        |        |          |          |          |          |          |          |          |          |          |          |
|          |          |          |          |          |          |  |  |      |      |      |      |          |          |          |          |          |          |      |      |      |      |  |  |          |          |          |          |          |          |  |  |        |        |        |        |          |        |      |      |          |          |          |          |          |          |          |          |            |            |            |            |            |            |  |  |        |        |        |        |        |        |  |  |          |          |          |          |          |          |  |  |          |          |          |          |          |          |  |  |          |          |          |          |            |            |            |            |            |            |        |        |        |        |  |  |            |            |            |            |                   |                   |                   |                   |                   |                   |               |               |               |               |  |  |        |        |        |        |          |          |          |          |          |          |          |          |          |          |
| 稲山孝英 | 稲山孝英 | 稲山孝英 | 稲山孝英 | 稲山孝英 | 稲山孝英 |  |  | 弘子 | 弘子 | 弘子 | 弘子 | 弘子     | 弘子     |          |          | 公子     | 公子     | 公子 | 公子 | 公子 | 公子 |  |  | 鹿島昭一 | 鹿島昭一 | 鹿島昭一 | 鹿島昭一 | 鹿島昭一 | 鹿島昭一 |  |  | よし子 | よし子 | よし子 | よし子 | よし子   | よし子 |      |      | 石川六郎 | 石川六郎 | 石川六郎 | 石川六郎 | 石川六郎 | 石川六郎 |          |          | 三枝子     | 三枝子     | 三枝子     | 三枝子     | 三枝子     | 三枝子     |  |  | 平泉渉 | 平泉渉 | 平泉渉 | 平泉渉 | 平泉渉 | 平泉渉 |  |  | 伊都子   | 伊都子   | 伊都子   | 伊都子   | 伊都子   | 伊都子   |  |  | 渥美健夫 | 渥美健夫 | 渥美健夫 | 渥美健夫 | 渥美健夫 | 渥美健夫 |  |  | 小林義治 | 小林義治 | 小林義治 | 小林義治 | 小林義治   | 小林義治   |            |            | 蔦子       | 蔦子       | 蔦子   | 蔦子   | 蔦子   | 蔦子   |  |  | 中曽根康弘 | 中曽根康弘 | 中曽根康弘 | 中曽根康弘 | 中曽根康弘        | 中曽根康弘        |                   |                   | 中曽根 吉太郎     | 中曽根 吉太郎     | 中曽根 吉太郎 | 中曽根 吉太郎 | 中曽根 吉太郎 | 中曽根 吉太郎 |  |  |        |        |        |        | 前川昭一 | 前川昭一 | 前川昭一 | 前川昭一 | 前川昭一 | 前川昭一 |          |          |          |          |
| 稲山孝英 | 稲山孝英 | 稲山孝英 | 稲山孝英 | 稲山孝英 | 稲山孝英 |  |  | 弘子 | 弘子 | 弘子 | 弘子 | 弘子     | 弘子     |          |          | 公子     | 公子     | 公子 | 公子 | 公子 | 公子 |  |  | 鹿島昭一 | 鹿島昭一 | 鹿島昭一 | 鹿島昭一 | 鹿島昭一 | 鹿島昭一 |  |  | よし子 | よし子 | よし子 | よし子 | よし子   | よし子 |      |      | 石川六郎 | 石川六郎 | 石川六郎 | 石川六郎 | 石川六郎 | 石川六郎 |          |          | 三枝子     | 三枝子     | 三枝子     | 三枝子     | 三枝子     | 三枝子     |  |  | 平泉渉 | 平泉渉 | 平泉渉 | 平泉渉 | 平泉渉 | 平泉渉 |  |  | 伊都子   | 伊都子   | 伊都子   | 伊都子   | 伊都子   | 伊都子   |  |  | 渥美健夫 | 渥美健夫 | 渥美健夫 | 渥美健夫 | 渥美健夫 | 渥美健夫 |  |  | 小林義治 | 小林義治 | 小林義治 | 小林義治 | 小林義治   | 小林義治   |            |            | 蔦子       | 蔦子       | 蔦子   | 蔦子   | 蔦子   | 蔦子   |  |  | 中曽根康弘 | 中曽根康弘 | 中曽根康弘 | 中曽根康弘 | 中曽根康弘        | 中曽根康弘        |                   |                   | 中曽根 吉太郎     | 中曽根 吉太郎     | 中曽根 吉太郎 | 中曽根 吉太郎 | 中曽根 吉太郎 | 中曽根 吉太郎 |  |  |        |        |        |        | 前川昭一 | 前川昭一 | 前川昭一 | 前川昭一 | 前川昭一 | 前川昭一 |          |          |          |          |
|          |          |          |          |          |          |  |  |      |      |      |      |          |          |          |          |          |          |      |      |      |      |  |  |          |          |          |          |          |          |  |  |        |        |        |        |          |        |      |      |          |          |          |          |          |          |          |          |            |            |            |            |            |            |  |  |        |        |        |        |        |        |  |  |          |          |          |          |          |          |  |  |          |          |          |          |          |          |  |  |          |          |          |          |            |            |            |            |            |            |        |        |        |        |  |  |            |            |            |            |                   |                   |                   |                   |                   |                   |               |               |               |               |  |  |        |        |        |        |          |          |          |          |          |          |          |          |          |          |
|          |          |          |          |          |          |  |  |      |      |      |      |          |          |          |          |          |          |      |      |      |      |  |  |          |          |          |          |          |          |  |  |        |        |        |        |          |        |      |      |          |          |          |          |          |          |          |          |            |            |            |            |            |            |  |  |        |        |        |        |        |        |  |  |          |          |          |          |          |          |  |  |          |          |          |          |          |          |  |  |          |          |          |          |            |            |            |            |            |            |        |        |        |        |  |  |            |            |            |            |                   |                   |                   |                   |                   |                   |               |               |               |               |  |  |        |        |        |        |          |          |          |          |          |          |          |          |          |          |
|          |          |          |          |          |          |  |  |      |      |      |      |          |          |          |          |          |          |      |      |      |      |  |  |          |          |          |          |          |          |  |  |        |        |        |        |          |        |      |      |          |          |          |          |          |          |          |          |            |            |            |            |            |            |  |  |        |        |        |        |        |        |  |  | 渥美雅也 | 渥美雅也 | 渥美雅也 | 渥美雅也 | 渥美雅也 | 渥美雅也 |  |  | 渥美直紀 | 渥美直紀 | 渥美直紀 | 渥美直紀 | 渥美直紀 | 渥美直紀 |  |  | 美恵子   | 美恵子   | 美恵子   | 美恵子   | 美恵子     | 美恵子     |            |            | 美智子     | 美智子     | 美智子 | 美智子 | 美智子 | 美智子 |  |  | 双川文吾   | 双川文吾   | 双川文吾   | 双川文吾   | 双川文吾          | 双川文吾          |                   |                   | 中曽根弘文        | 中曽根弘文        | 中曽根弘文    | 中曽根弘文    | 中曽根弘文    | 中曽根弘文    |  |  | 真理子 | 真理子 | 真理子 | 真理子 | 真理子   | 真理子   |          |          | 前川喜平 | 前川喜平 | 前川喜平 | 前川喜平 | 前川喜平 | 前川喜平 |
|          |          |          |          |          |          |  |  |      |      |      |      |          |          |          |          |          |          |      |      |      |      |  |  |          |          |          |          |          |          |  |  |        |        |        |        |          |        |      |      |          |          |          |          |          |          |          |          |            |            |            |            |            |            |  |  |        |        |        |        |        |        |  |  | 渥美雅也 | 渥美雅也 | 渥美雅也 | 渥美雅也 | 渥美雅也 | 渥美雅也 |  |  | 渥美直紀 | 渥美直紀 | 渥美直紀 | 渥美直紀 | 渥美直紀 | 渥美直紀 |  |  | 美恵子   | 美恵子   | 美恵子   | 美恵子   | 美恵子     | 美恵子     |            |            | 美智子     | 美智子     | 美智子 | 美智子 | 美智子 | 美智子 |  |  | 双川文吾   | 双川文吾   | 双川文吾   | 双川文吾   | 双川文吾          | 双川文吾          |                   |                   | 中曽根弘文        | 中曽根弘文        | 中曽根弘文    | 中曽根弘文    | 中曽根弘文    | 中曽根弘文    |  |  | 真理子 | 真理子 | 真理子 | 真理子 | 真理子   | 真理子   |          |          | 前川喜平 | 前川喜平 | 前川喜平 | 前川喜平 | 前川喜平 | 前川喜平 |
|          |          |          |          |          |          |  |  |      |      |      |      |          |          |          |          |          |          |      |      |      |      |  |  |          |          |          |          |          |          |  |  |        |        |        |        |          |        |      |      |          |          |          |          |          |          |          |          |            |            |            |            |            |            |  |  |        |        |        |        |        |        |  |  |          |          |          |          |          |          |  |  |          |          |          |          |          |          |  |  |          |          |          |          |            |            |            |            |            |            |        |        |        |        |  |  |            |            |            |            |                   |                   |                   |                   |                   |                   |               |               |               |               |  |  |        |        |        |        |          |          |          |          |          |          |          |          |          |          |
|          |          |          |          |          |          |  |  |      |      |      |      |          |          |          |          |          |          |      |      |      |      |  |  |          |          |          |          |          |          |  |  |        |        |        |        |          |        |      |      |          |          |          |          |          |          |          |          |            |            |            |            |            |            |  |  |        |        |        |        |        |        |  |  |          |          |          |          |          |          |  |  |          |          |          |          |          |          |  |  |          |          |          |          |            |            |            |            |            |            |        |        |        |        |  |  |            |            |            |            |                   |                   |                   |                   |                   |                   |               |               |               |               |  |  |        |        |        |        |          |          |          |          |          |          |          |          |          |          |
|          |          |          |          |          |          |  |  |      |      |      |      |          |          |          |          |          |          |      |      |      |      |  |  |          |          |          |          |          |          |  |  |        |        |        |        |          |        |      |      |          |          |          |          |          |          |          |          |            |            |            |            |            |            |  |  |        |        |        |        |        |        |  |  |          |          |          |          |          |          |  |  |          |          |          |          |          |          |  |  |          |          |          |          |            |            |            |            |            |            |        |        |        |        |  |  |            |            |            |            |                   |                   |                   |                   | 中曽根康隆        | 中曽根康隆        | 中曽根康隆    | 中曽根康隆    | 中曽根康隆    | 中曽根康隆    |  |  | 文子   | 文子   | 文子   | 文子   | 文子     | 文子     |          |          | 川鍋一朗 | 川鍋一朗 | 川鍋一朗 | 川鍋一朗 | 川鍋一朗 | 川鍋一朗 |
|          |          |          |          |          |          |  |  |      |      |      |      |          |          |          |          |          |          |      |      |      |      |  |  |          |          |          |          |          |          |  |  |        |        |        |        |          |        |      |      |          |          |          |          |          |          |          |          |            |            |            |            |            |            |  |  |        |        |        |        |        |        |  |  |          |          |          |          |          |          |  |  |          |          |          |          |          |          |  |  |          |          |          |          |            |            |            |            |            |            |        |        |        |        |  |  |            |            |            |            |                   |                   |                   |                   | 中曽根康隆        | 中曽根康隆        | 中曽根康隆    | 中曽根康隆    | 中曽根康隆    | 中曽根康隆    |  |  | 文子   | 文子   | 文子   | 文子   | 文子     | 文子     |          |          | 川鍋一朗 | 川鍋一朗 | 川鍋一朗 | 川鍋一朗 | 川鍋一朗 | 川鍋一朗 |

## 選挙歴
| 選挙日     | 回数 | 選挙区      | 政党   | 得票数   | 得票率 | 順位 | 当落 | 選数 | 年齢 |
| ---------- | ---- | ----------- | ------ | -------- | ------ | ---- | ---- | ---- | ---- |
| 1947.04.25 | 23   | 群馬 3区    | 民主党 | 065,484  | 25.72% | 01位 |      | 01選 | 29歳 |
| 1950.05.30 | 24   | 群馬 3区    | 民主党 | 045,261  | 16.33% | 02位 |      | 02選 | 31歳 |
| 1952.10.21 | 25   | 群馬 3区    | 改進党 | 071,967  | 22.46% | 01位 |      | 03選 | 34歳 |
| 1953.04.19 | 26   | 群馬 3区    | 改進党 | 065,878  | 20.58% | 01位 |      | 04選 | 35歳 |
| 1955.02.27 | 27   | 群馬 3区    | 日民党 | 083,399  | 26.50% | 01位 |      | 05選 | 37歳 |
| 1958.05.22 | 28   | 群馬 3区    | 自民党 | 070,852  | 22.02% | 02位 |      | 06選 | 40歳 |
| 1960.11.20 | 29   | 群馬 3区    | 自民党 | 076,274  | 24.24% | 02位 |      | 07選 | 42歳 |
| 1963.11.21 | 30   | 群馬 3区    | 自民党 | 084,504  | 26.20% | 02位 |      | 08選 | 45歳 |
| 1967.01.29 | 31   | 群馬 3区    | 自民党 | 072,731  | 21.46% | 02位 |      | 09選 | 49歳 |
| 1969.12.27 | 32   | 群馬 3区    | 自民党 | 106,823  | 29.41% | 01位 |      | 10選 | 51歳 |
| 1972.12.10 | 33   | 群馬 3区    | 自民党 | 093,879  | 24.32% | 02位 |      | 11選 | 54歳 |
| 1976.12.05 | 34   | 群馬 3区    | 自民党 | 056,454  | 13.77% | 04位 |      | 12選 | 58歳 |
| 1979.10.07 | 35   | 群馬 3区    | 自民党 | 095,961  | 23.67% | 02位 |      | 13選 | 61歳 |
| 1980.06.22 | 36   | 群馬 3区    | 自民党 | 096,930  | 23.79% | 02位 |      | 14選 | 62歳 |
| 1983.12.18 | 37   | 群馬 3区    | 自民党 | 117,970  | 30.09% | 02位 |      | 15選 | 65歳 |
| 1986.07.16 | 38   | 群馬 3区    | 自民党 | 115,381  | 28.12% | 02位 |      | 16選 | 68歳 |
| 1990.02.18 | 39   | 群馬 3区    | 自民党 | 086,552  | 19.88% | 03位 |      | 17選 | 72歳 |
| 1993.07.18 | 40   | 群馬 3区    | 自民党 | 064,387  | 22.00% | 04位 |      | 18選 | 75歳 |
| 1996.10.20 | 41   | 比例 北関東 | 自民党 | 比例 1位 | 32.76% | 01位 |      | 19選 | 78歳 |
| 2000.06.25 | 42   | 比例 北関東 | 自民党 | 比例 1位 | 28.31% | 01位 |      | 20選 | 82歳 |

## 主な著作

### 著書
- 『青年の理想』一洋社、1947年3月1日。
- 『日本の主張』経済往来社、1954年3月20日。
- 『南極 : 人間と科学』弘文堂、1963年11月1日。
- 『日本のフロンティア』恒文社、1966年5月25日。
- 『新しい保守の論理』講談社、1978年10月20日。
- 『心のふれあう都市 : 21世紀への提言』サンケイ出版、1980年4月25日。
- 『波濤を越えて : 二十一世紀をひらく文化と政治』政策科学研究所、1986年4月17日。
- 『政治と人生：中曽根康弘回顧録』（講談社、1992年）
  - 元版は「私の履歴書」、「保守政権の担い手 私の履歴書」（日経ビジネス人文庫、2007年）第6章に収録
- 『二十一世紀日本の国家戦略』（PHP研究所、2000年）
- 『自省録-歴史法廷の被告として』（新潮社、2004年/新潮文庫、2017年）
- 『日本の総理学』（PHP新書、2004年）
- 『保守の遺言』（角川書店［角川oneテーマ21］新書、2010年）
- 『わたしがリーダーシップについて語るなら』（ポプラ社、2010年）

### 共著
- （竹村健一編）『内閣総理大臣中曽根康弘、防衛・憲法を語る-亡国の非武装中立論を撃つ』（山手書房、1984年）
- （佐藤誠三郎・村上泰亮・西部邁）『共同研究「冷戦以後」』（文藝春秋、1992年）
- （聞き手：伊藤隆ほか）『天地有情 五十年の戦後政治を語る』（文藝春秋、1996年）
- （梅原猛）『政治と哲学 日本人の新たなる使命を求めて』（PHP研究所、1996年）
- （宮澤喜一）『対論 改憲・護憲』（朝日新聞社、1997年）／『憲法大論争 改憲vs.護憲』（朝日文庫、2000年）
- （石原慎太郎）『永遠なれ、日本 元総理と都知事の語り合い』（PHP研究所、2001年/PHP文庫、2003年）
- （竹村健一）『命の限り蝉しぐれ-日本政治に戦略的展開を-』（徳間書店、2003年）
- （木下義昭編）『戦後60年日本の針路を問う-世界日報30年の視点-』（世界日報社、2005年）
- （聞き手：松本健一）『政治は文化に奉仕する これからの政治と日本』（シアテレ新書、2010年7月）- DHCシアターの番組での対話集
- （梅原猛）『リーダーの力量 日本を再び、存在感のある国にするために』（PHP研究所、2010年11月）
- （聞き手：服部龍二ほか）『中曽根康弘が語る戦後日本外交』（新潮社、2012年）
- 『なかそね荘-賢人たちは激動の10年をどう見つめてきたのか-』（世界文化社、2015年2月）- 日本テレビ「本音激論！なかそね荘」での対話集

## 論文
- CiNiiに登録されている論文 国立情報学研究所、2010-05-12閲覧。

## 関連作品
映画
- 『小説吉田学校』（1983年、演：勝野洋）

モデルとした人物が登場する映画
- 『沈まぬ太陽』（2009年、演：加藤剛）※役名は利根川泰司

モデルとした人物が登場するテレビドラマ
- 『運命の人』（2012年、演：本田博太郎）※役名は曽根川靖弘
- 『沈まぬ太陽』（2016年、演：平幹二朗）※役名は利根川

モデルとした人物が登場するアニメ映画
- 『カッくんカフェ』（1984年、演：八代駿）※テレビアニメ(劇場用アニメ)。役名はナカちゃん